# Liste der Kulturdenkmale in Sayda

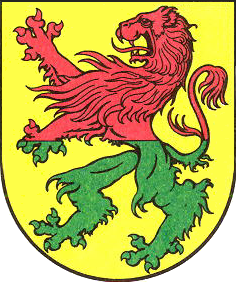
Wappen von Sayda

In der Liste der Kulturdenkmale in Sayda sind die Kulturdenkmale der sächsischen Stadt Sayda verzeichnet, die bis März 2024 vom Landesamt für Denkmalpflege Sachsen erfasst wurden (ohne archäologische Kulturdenkmale). Die Anmerkungen sind zu beachten.
Diese Aufzählung ist eine Teilmenge der Liste der Kulturdenkmale im Landkreis Mittelsachsen.

## Sayda
| Bild                                    | Bezeichnung | Lage | Datierung | Beschreibung | ID       |
| --------------------------------------- | --- | --- | --- | --- | -------- |
| Weitere Bilder                          | Sachgesamtheitsbestandteil der Sachgesamtheit Revierwasserlaufanstalt im Ortsteil Sayda mit Einzeldenkmalen                                                                           | (Flurstücke 1301, 1302, 1256/1, 1257, 1258, 1260/2, 1271, 1244, 1262/1, 1266/1, 1323, 1327, 1328) (Karte) | 16.–18. Jahrhundert | Sachgesamtheitsbestandteil der Revierwasserlaufanstalt im Ortsteil Sayda mit den Einzeldenkmalen: Dittersbacher Rösche mit Mundloch, Mortelgrunder Kunstgraben und Mortelbacher Rösche mit Mundloch (08991094); landschaftsbildprägende Bestandteile eines umfangreichen Systems der bergmännischen Wasserwirtschaft zur Versorgung des Freiberger Bergbaus mit Aufschlagwasser, bergbau- und ortsgeschichtlich von besonderer Bedeutung, seit 2019 zugehörig zur Kernzone und Pufferzone des UNESCO-Welterbes Montanregion Erzgebirge/Krušnohoří | 09304805 |
| Weitere Bilder                          | Dittersbacher Rösche mit Mundloch, Mortelgrunder Kunstgraben und Mortelbacher Rösche mit Mundloch (Einzeldenkmale der Sachgesamtheit 09304805)                                        | (Flurstücke 1301, 1302, 1256/1, 1257, 1258, 1260/2, 1271, 1244, 1262/1, 1266/1, 1323, 1327, 1328) (Karte) | 1827 (Mortelgrunder Kunstgraben); 1827–1859 (Mortelbacher Rösche); 1857 (Dittersbacher Rösche)                          | Einzeldenkmale der Sachgesamtheit Revierwasserlaufanstalt; künstlich angelegte ober- und untertägige Wasserleitung zwischen der I. Purschensteiner Rösche auf Dittersbacher Flur im Gemeindegebiet von Neuhausen/Erzgeb. und dem Dittmannsdorfer Teich auf Ullersdorfer Flur im Stadtgebiet von Sayda bzw. auf Dittmannsdorfer Flur im Gemeindegebiet Pfaffrodas, ortsbildprägende Bestandteile eines umfangreichen Systems der bergmännischen Wasserwirtschaft zur Versorgung des Freiberger Bergbaus mit Aufschlagwasser, bergbau- und ortsgeschichtlich von Bedeutung, seit 2019 zugehörig zur Kernzone und Pufferzone des UNESCO-Welterbes Montanregion Erzgebirge/Krušnohoří. Bestandteile der Oberen Wasserversorgung der Revierwasserlaufanstalt (RWA), südlich der Mortelmühle gelegen: - Dittersbacher Rösche (aufgefahren 1857), 1.563 m lang, Teilstück mit einem gemauerten Mundloch (Auslauf) auf Saydaer Flur – weiteres Teilstück der Rösche auf Dittersbacher Flur im Gemeindegebiet von Neuhausen/Erzgeb. - Mortelgrunder Kunstgraben (erbaut 1827) zwischen Dittersbacher und Mortelbacher Rösche, 289 m lang, mit Betonplatten abgedeckt - Mortelbacher Rösche (aufgefahren 1827–1859), mit 2.950 m Länge die längste Rösche der RWA, Einspeisung in den Dittmannsdorfer Teich auf Dittmannsdorfer Flur im Gemeindegebiet Pfaffroda, Teilstück mit einem gemauerten Mundloch (Zulauf) auf Saydaer Flur – weitere Teilstücke der Rösche auf Ullersdorfer Flur im Stadtgebiet von Sayda (ID-Nr. 08991093) sowie auf Dittmannsdorfer Flur im Gemeindegebiet Pfaffrodas | 08991094 |
|                                         | Bingen, Halden und ein Stolln mitsamt Stollnmundloch (Altbergbaugebiet Mortelgrund, Michaelis Stolln, Bingenzug Schönberger Spat, Bingenzug Eschig Spat)                              | (Flurstücke 1171, 1172, 1176, 1179, 1181, 1328) (Karte)                                                   | 15.–19. Jahrhundert (Bergbautätigkeiten); 17./18. Jahrhundert (Stollen); bezeichnet mit 1725 (Mundloch)                 | Zeugnisse des frühen Kupfer- und Silbererzbergbaus im Mortelgrund unterhalb von Sayda, von bergbaugeschichtlicher Bedeutung | 08991095 |
|                                         | Sachgesamtheit Königlich-Sächsische Triangulierung („Europäische Gradmessung im Königreich Sachsen“); Station 88, Saidahöhe                                                           | (Flurstück 1237) (Karte)                                                                                  | Bezeichnet mit 1869 | Triangulationssäule; Station 2. Ordnung, bedeutendes Zeugnis der Geodäsie des 19. Jahrhunderts, vermessungsgeschichtlich von Bedeutung. Der im Juli 1869 gesetzte Stein auf der mit Saydaerhöhe bekannten Erhebung nördlich der Stadt Sayda zeigt die nach oben verjüngte Form eines Pyramidenstumpfes, die viele Pfeiler aus der Werkstatt Friedrich Böhme in Niederbobritzsch auszeichnet (z. B. 80-Drachenkopf), Höhe 1,60 m, Kantenlänge oben 43 cm, abgesetzter Sockel. Das Steinmaterial des Monoliths ist Granit aus diesem Ort. Der Stein ist im Sockel leicht abgesetzt und der untere Teil aufgeraut. Die Abdeckung ist nicht mehr vorhanden. Er ist in gutem Zustand. Die Beschriftung, die sich auf der Südseite des Pfeilers befindet, ist überarbeitet und sehr gut lesbar: „Station / SAiDAHÖHE / der /Kön.Sächs. / Triangulirung /1869.“ Eine Kurzinschrift auf dieser Seite der Säule – „EZV Sayda“ (Erzgebirgszweigverein Sayda) – benennt den Verein, der die Pflege der Station übernommen hat. Die Sichten zu umliegenden Punkten sind nicht mehr vorhanden, der Punkt ist von dichtem Wald umstanden. | 08991023 |
|                                         | Zehn Stadtscheunen | Alte Heidersdorfer Straße (Karte)                                                                         | Um 1843 | Trotz teilweiser Überformung wichtige Zeugnisse der Ackerbürgerstadt, orts- und stadtentwicklungsgeschichtlich von Bedeutung. Beiderseits der Alten Heidersdorfer Straße außerhalb des Stadtgebietes stehende Stadtscheunen, davon drei Scheunen grundlegend baulich verändert und nicht mehr denkmalwürdig. Sechs Scheunen auf der rechten und vier Scheunen auf der linken Straßenseite (stadtauswärts) blieben jedoch in gutem Originalzustand erhalten und sind aus stadtentwicklungsgeschichtlichen und regionalgeschichtlichen Gründen denkmalwürdig. Es handelt sich um eingeschossige Gebäude aus Bruchsteinmauerwerk, zum Teil unverputzt, mit großen Segmentbogen-Toreinfahrten, einige Scheunen mit veränderten Toreinfahrten, Satteldächern. Nach dem letzten großen Stadtbrand von 1842 außerhalb der Stadt neu erbaut Die Bauordnung der Stadt Sayda, die nach dem Stadtbrand erlassen wurde, legte fest, dass innerhalb der Stadt keine landwirtschaftlichen Produkte gelagert werden dürfen. Daraufhin wurden die Scheunen vermutlich 1843 am heutigen Standort und an anderen Orten außerhalb der Stadt neu erbaut. Weiterhin legte die Verordnung fest, dass derartige Baulichkeiten in Steinbauweise zu errichten seien. So wollte man durch Standortfestlegungen und Vorschriften zur Bauweise der Brandgefahr begegnen. Aber bereits 1892 zerstörte ein Brand sechs Scheunen am Heidersdorfer Weg, griff aber sicherlich nicht auf das Stadtgebiet über. | 08991026 |
| Direkt Bild zu diesem Denkmal hochladen | Vermutlich ehemaliges Wirtschaftsgebäude der gegenüberliegenden als „Maschine“ bezeichneten Restauration, heute Ferienhaus                                                            | Alte Heidersdorfer Straße (Karte)                                                                         | Zwischen 1880 und 1920                                                                                                  | Zwischen 1880 und 1912 erbautes landschaftstypisches Fachwerkhaus mit massivem Erdgeschoss von regionalgeschichtlichem Wert. Erdgeschoss massiv, Obergeschoss Fachwerk verbrettert, Eingangsvorbau, Fenster mit Sprossung, Satteldach, Schieferdeckung | 08990958 |
|                                         | Kriegerdenkmal für die Gefallenen des Ersten Weltkrieges | Am Bahnhof (Karte)                                                                                        | 1922 | Ursprünglich am vorderen Seitentor der Stadtpfarrkirche (ehemaliges Hochzeitsportal, durch welches die zukünftigen Ehemänner die Kirche betraten) aufgestelltes Denkmal, welches im Park gegenüber dem Bahnhof auf Grund der Sanierung der Kirche einen neuen Standort fand, ortshistorisch von Bedeutung. Ursprünglich innerhalb eines bestehenden gotischen Spitzbogenportals der Stadtkirche eingefügt, dabei handelt es sich um das sogenannte Hochzeitsportal, durch welches der Bräutigam bei der Hochzeit die Kirche betreten musste. Denkmal auf einem Sockel, Darstellung eines nackten Mannes, sich auf ein Schwert stützend, rechts und links neben ihm Inschrift mit Namen der Gefallenen, darüber „Die Stadt Sayda ihren Gefallenen Helden“, nach der Sanierung der Kirche und der damit verbundenen Öffnung des alten „Brautportals“ musste ein neuer Standort für das Denkmal gefunden werden, der neue Standort befindet sich gegenüber dem alten Empfangsgebäude in einer kleinen Parkanlage, der Spitzbogen wurde neu gegossen (dem Spitzbogenportal nachempfunden). | 08991029 |
| Weitere Bilder                          | Empfangsgebäude (Am Bahnhof 1) und Lokschuppen (Am Bahnhof 2) des Bahnhofs Sayda | Am Bahnhof 1, 2 (Karte)                                                                                   | 1897 | Zu den letzten erhaltenen baulichen Zeugen der annähernd 70 Jahre betriebenen Schmalspurbahn Mulda–Sayda (6980, sä. MS) gehörend, Empfangsgebäude und der zeitgleich erbaute Lokschuppen mit Werkstatt von verkehrs- und großer regionalgeschichtlicher Bedeutung | 08991039 |
| Weitere Bilder                          | Stadtkirche St. Marien mit Ausstattung | Am Kirchplatz (Karte)                                                                                     | 1391 (Chor); 1502 (Kirchenschiff); 17. Jahrhundert (Taufstein); 1842 (Turmneubau); 1892 (Kanzel)                        | Bedeutende spätgotische Hallenkirche mit Ausstattung vorwiegend aus dem Ende des 19. Jahrhunderts von großer ortsgeschichtlicher und stadtbildprägender Bedeutung. - 1391 erbaut, aus dieser Zeit erhalten der dreiseitig geschlossene Chorraum mit Netzrippengewölbe, die Kirche erhielt den Namen „Kirche zu unseren lieben Frauen“ - 1502 Bau des Kirchenschiffs als dreischiffige Halle - 1702 Turm angefügt - 1842 vollständig beim Stadtbrand zerstört - 1892 grundlegende Neugestaltung im Inneren; nach dem Freiberger Dom größte spätgotische Hallenkirche im ehemaligen Landkreis Freiberg - 1892 neugotischer Altar, Kruzifix über dem Altar aus dem 16. Jahrhundert - Taufstein aus dem 17. Jahrhundert von Caspar von Schönberg und dessen Ehefrau Agnes - 1892 Kanzel neu gefertigt, Darstellung von Matthäus, Markus, Lukas und Johannes, in der Mitte Apostel Paulus, an der Südwand vier Epitaphe der Familie von Schönberg (vorwiegend aus Zeit vor dem Dreißigjährigen Krieg) | 08991028 |
|                                         | Wohnhaus in geschlossener Bebauung | Am Kirchplatz 2 (Karte)                                                                                   | Um 1730 | Eines der wenigen erhaltenen Gebäude, welche den Stadtbrand von 1842 überstanden, beeindruckend durch seine authentische Bausubstanz, prägend für das Ortsbild auf Grund seiner Lage, ortsgeschichtlich, ortsbildprägend und baugeschichtlich von Bedeutung. Erdgeschoss massiv, Obergeschoss Fachwerk verbrettert, sehr steiles Satteldach, bis 1937 noch mit Schindeldeckung, Bauzeit nicht überliefert, nach Bausubstanz zu urteilen, könnte das Gebäude auch vor 1700 entstanden sein. | 08991044 |
|                                         | Löwenbrunnen | Am Markt (Karte)                                                                                          | 1932 | Bestandteil der Platzgestaltung vor dem Rathaus, ortsgeschichtlich und ortsbildprägend von Bedeutung. Sockelbereich mit zwei seitlichen sowie einem vorderen, halbrunden Wasserauffangbecken mit Metallhähnen, darauf hoher quadratischer Sockel mit sitzendem Löwen, vermutlich aus Kalkstein. 1929 begrenzter Wettbewerb zur Verschönerung des Marktplatzes mit einem Brunnen, Entwurf von Georg Türke und Gustav Reißmann, letzterer 1931–1932 ausgeführt, Kosten für den Brunnen hatte der Sächsische Staat übernommen, nur der Transport wurde mit Hilfe von Spenden durch die Stadt Sayda von Dresden aus realisiert. | 08991040 |
| Weitere Bilder                          | Rathaus in Ecklage | Am Markt 1 (Karte)                                                                                        | 1842/1843 | Nach dem Stadtbrand 1842 errichteter ortsbildprägender Putzbau, von ortshistorischer Bedeutung. Sockelgeschoss, dreigeschossig, Sandsteingewände, fünf zu vier Achsen, Eingangsbereich als Segmentbogen mit originalem Türblatt und Wappen der Stadt Sayda, Putznutung im Erdgeschoss, profilierte Fenstergewände, profiliertes Kranzgesims, Krüppelwalmdach, Schieferdeckung, späterer seitlicher Anbau entlang des Marktes, dreigeschossig, Satteldach mit Schieferdeckung. Beim Stadtbrand 1842 wurde auch das Rathaus der Stadt zerstört. Zeitweise war danach die Stadtverwaltung im Haus des Bürgermeisters Emil Eduard Wehner untergebracht.1893 erwarb die Gemeinde das heutige Rathaus von Johannes Jonathan Jähnig, der das Gebäude 1843 erbauen ließ. Das Gebäude wurde als Verwaltungsgebäude grundlegend umgebaut. 1894 zog die Verwaltung in das neue Gebäude ein. | 08991041 |
| Direkt Bild zu diesem Denkmal hochladen | Wohnhaus in halboffener Bebauung | Am Markt 3 (Karte)                                                                                        | 1843/1844 | Nach dem Stadtbrand neu erbauter Putzbau mit typischen Gestaltungsmerkmalen dieser Zeit, städtebaulich und stadtentwicklungsgeschichtlich von Bedeutung. Zweigeschossiger Putzbau, im Obergeschoss profilierte Fenstergewände und Sohlbänke, Gurtband, profilierte Sandstein-Türgewände, profiliertes Kranzgesims, Krüppelwalmdach, Schieferdeckung, große Hechtgaupe. | 08991052 |
| Direkt Bild zu diesem Denkmal hochladen | Wohnhaus in Ecklage in halboffener Bebauung | Am Markt 11 (Karte)                                                                                       | Nach 1842 | Bürgerhaus aus der Wiederaufbauphase nach dem verheerenden Stadtbrand von 1842 in gutem Originalzustand, wichtig für das Platzbild des Marktes, baugeschichtlich, stadtentwicklungsgeschichtlich und städtebaulich von Bedeutung. Zweigeschossiger Putzbau, nach 1990 saniert, alter Bestand weitgehend gewahrt, profiliertes Kranzgesims, Türportal modernisiert, Form beibehalten, Krüppelwalmdach, Wand-Öffnungs-Verhältnis gewahrt. | 09306067 |
|                                         | Gasthof „Goldener Löwe“ in Ecklage in geschlossener Bebauung | Am Markt 14 (Karte)                                                                                       | 1843/1844 | Städtebaulich prägender, für die Wiederaufbauzeit nach dem großen Stadtbrand typischer Putzbau in gutem Originalzustand, städtebaulich, stadtentwicklungsgeschichtlich und ortsgeschichtlich von großer Bedeutung. Zweigeschossiger Putzbau, historische Fenster, zum Teil neue Kunststofffenster, Sandstein-Türgewände mit abgeflextem Schlussstein, zum Markt zwei neuere Toreinfahrten, Obergeschoss Fensterläden, mächtiges Walmdach mit Schieferdeckung, zwei Schleppgaupen, mehrere liegende Dachfenster. | 08991051 |
| Weitere Bilder                          | Wasserturm | Am Wasserturm (Karte)                                                                                     | 1893/1894 | Zeugnis der städtischen Hochdruckwasserleitung, stadtbildprägend sowie ortsgeschichtlich und technikgeschichtlich von Bedeutung | 08991027 |
| Direkt Bild zu diesem Denkmal hochladen | Wohnhaus | Am Wasserturm 24 (Karte)                                                                                  | 1937 | Im Heimatstil errichteter Fachwerkbau mit Proportionen der Entstehungszeit, hochgradig im ursprünglichen Aussehen erhalten, baugeschichtlich von Bedeutung. Eingeschossig, zwei- und dreiriegeliges Fachwerk, Diagonalstreben, Fenster mit Sprossung, Schlagläden, kleiner Wirtschaftsanbau mit Pultdach, originale Haustür, Satteldach, eine bzw. zwei Gaupen, Giebel mit Längsverbretterung, Dresdner Architekt (Hellerau). | 08991089 |
| Direkt Bild zu diesem Denkmal hochladen | Meilenstein, zum Kilometerstein umgearbeitet | Dresdner Straße (Karte)                                                                                   | Nach 1858 | Königlich-Sächsischer Meilenstein, ursprünglich Halbmeilenstein, von verkehrsgeschichtlicher Bedeutung. Sandsteinkubus, ca. 80 cm hoch, Sockel scharriert, abgerundeter Abschluss, beidseitig eine gusseiserne Krone, stark verwitterte Inschrift „Sayda“. | 08991036 |
| Direkt Bild zu diesem Denkmal hochladen | Wegesäule | Dresdner Straße (Karte)                                                                                   | Vermutlich 1836/1837 | Natursteinsäule von hoher gestalterischer Qualität, orts- und verkehrsgeschichtliche Bedeutung. Wegweisersäule, ca. 2 m hohe Rundsäule, aufwendig gestaltet, oberer Abschluss als Krone, Inschrift teilweise erneuert („Nach Neuhausen 5,3 km und Brüx [Most (Tschechien)] 28,9 km“ sowie „Nach Bienenmühle 9,7 km und Frauenstein 20,2 km“), darunter Richtungsweiser, darüber Krone (jeweils eingemeißelt), gehört mit anderen Wegesäulen gleicher Gestaltung zu den Richtungsweisern entlang einer alten Salzstraße über den Erzgebirgskamm, dieser Fernhandelsweg erstreckte sich von Halle über Leipzig, Oederan, Sayda und Brüx (Most) nach Prag und überquerte dabei den Deutscheinsiedler Sattel, Alte Salzstraße oder Böhmischer Steig genannt, hatte wesentlichen Anteil an der Stadtgründung, kreuzte in Sayda die Silberstraße, einen Handelsweg von Zwickau nach Dresden, Wegesäule vermutlich im Zuge des Ausbaus der Sayda-Brüxer-Straße 1836/1837 errichtet, damit Zeugnis zweier bedeutender Handelsverbindungen. | 08991038 |
| Direkt Bild zu diesem Denkmal hochladen | Wegestein | Dresdner Straße (Karte)                                                                                   | 19. Jahrhundert | Von verkehrshistorischer Bedeutung. Etwa 1,80 m hohe Stele auf dreieckigem Grundriss, nach oben mehrfach auskragend, pyramidaler Abschluss, goldene Inschrift „Niederseiffenbach 6,4 km, Neuhausen Fußweg 5,2 km, Heidersdorf 5,6 km“ und „Neuhausen 5,5 km“. | 08991031 |
|                                         | Wohnhaus in Ecklage und geschlossener Bebauung | Dresdner Straße 23 (Karte)                                                                                | Nach 1842 | Nach dem Stadtbrand neu errichtetes Wohnhaus, trotz baulicher Vereinfachung noch eindrucksvolles Beispiel für den Wiederaufbau nach dem Stadtbrand, stadtentwicklungsgeschichtlich sowie städtebaulich bedeutsam. Zweigeschossiger Putzbau, fünf Achsen, Natursteingewände überputzt, Bruchsteinmauerwerk, Wand-Öffnungs-Verhältnis, aufgehendes Mauerwerk, Dachform und vermutlich Dachstuhl erhalten. Bei Neuerfassung 2001 nicht in die Denkmalliste aufgenommen auf Grund baulicher Vereinfachungen. Der Vergleich mit nunmehr sanierten Wohnhäusern gleicher Bauzeit lässt erkennen, dass sich das nicht erfasste Gebäude von den bereits erfassten Gebäuden äußerlich kaum unterscheidet. Auf Grund seines weitgehend authentisch erhaltenen Baubestandes und als Eckhaus erfolgt eine nachträgliche Erfassung als Kulturdenkmal im Zusammenhang mit der Überprüfung der Denkmalliste 2014. | 09306059 |
| Direkt Bild zu diesem Denkmal hochladen | Wohnhaus in Ecklage und geschlossener Bebauung | Dresdner Straße 25 (Karte)                                                                                | Nach 1842 | Nach dem Stadtbrand neu errichtetes Wohnhaus, trotz baulicher Vereinfachung noch eindrucksvolles Beispiel für den Wiederaufbau nach dem Stadtbrand, stadtentwicklungsgeschichtlich sowie städtebaulich bedeutsam. Zweigeschossiger Putzbau, Bruchsteinmauerwerk, vier Achsen, Wand-Öffnungs-Verhältnis, aufgehendes Mauerwerk, Dachform und vermutlich Dachstuhl erhalten, Walmdach. Bei Neuerfassung 2001 nicht in die Denkmalliste aufgenommen auf Grund baulicher Vereinfachungen. Der Vergleich mit nunmehr sanierten Wohnhäusern gleicher Bauzeit lässt erkennen, dass sich das nicht erfasste Gebäude von den bereits erfassten Gebäuden äußerlich kaum unterscheidet. Als weitgehend authentisch erhaltenes Eckhaus wird das Gebäude im Zusammenhang mit der Überprüfung der Denkmalliste 2014 nachträglich als Kulturdenkmal erfasst. | 09306060 |
| Direkt Bild zu diesem Denkmal hochladen | Wohnhaus in geschlossener Bebauung in Ecklage (ohne Erweiterung in der Großen Kirchgasse)                                                                                             | Dresdner Straße 29 (Karte)                                                                                | Nach 1842 | Zeit- und ortstypischer Putzbau aus der Wiederaufbauphase nach dem verheerenden Stadtbrand von 1842, weitgehend original erhalten, stadtentwicklungsgeschichtlich und städtebaulich von Bedeutung. Zweigeschossiger verputzter Bruchsteinbau mit originalem Wand-Öffnungs-Verhältnis, regelmäßig angeordnete Rechteckfenster, 4 × 2 Achsen, Fassade vereinfacht, Ladeneinbau, profiliertes Kranzgesims, markantes Krüppelwalmdach, dominantes, das Straßenbild prägendes Eckhaus, innen Fensterlaibungen mit Segmentbögen abschließend. | 09306066 |
| Direkt Bild zu diesem Denkmal hochladen | Wohnhaus in geschlossener Bebauung in Ecklage (ohne Erweiterung zum Lutherplatz) sowie Schlussstein über der alten Toreinfahrt                                                        | Dresdner Straße 30 (Karte)                                                                                | Nach 1842 | Zeit- und ortstypischer Putzbau aus der Wiederaufbauphase nach dem verheerenden Stadtbrand von 1842, weitgehend original erhalten, stadtentwicklungsgeschichtlich und städtebaulich von Bedeutung. Zweigeschossiger verputzter Bruchsteinbau mit originalem Wand-Öffnungs-Verhältnis, regelmäßig angeordnete Rechteckfenster, Fassade vereinfacht, profiliertes Kranzgesims, markantes Krüppelwalmdach, dominantes, das Straßenbild prägendes Eckhaus, innen Fensterlaibungen mit hohen Rundbögen. | 09306065 |
| Direkt Bild zu diesem Denkmal hochladen | Niederlagsgebäude | Dresdner Straße 34 (Karte)                                                                                | 1901 | Seitengebäude der Drogerie an der Dresdner Straße im Stil der Bahnhofsarchitektur in offener Bebauung, intaktes Wand-Öffnungs-Verhältnis, bau- und stadtentwicklungsgeschichtlich von Bedeutung. Eingeschossiger Putzbau mit Drempelgeschoss, zwei Segmentbogen-Holztore, Gurtgesims in Form eines Zahnschnitts, gezackte Klinkerumrandung der Fenster, Eckbetonung durch Klinkermauerwerk, Okulus im Giebeldreieck, Lastenaufzug, profiliertes Kranzgesims, Dachüberstand, Segmentbogenfenster im Drempel, als Niederlagsgebäude vom Drogisten Paul Richard Güntzel 1901 erbaut, seit 1985 in Nutzung der Stadtverwaltung, heute neue Laderampe. | 08991053 |
| Direkt Bild zu diesem Denkmal hochladen | Wohnhaus in geschlossener Bebauung mit Ladenausstattung (Central-Drogerie) | Dresdner Straße 34 (Karte)                                                                                | 1843 (Wohnhaus); um 1900 (Laden)                                                                                        | Nach dem Stadtbrand neu errichtetes Wohn- und Geschäftshaus, mit dem Einbau einer Drogerieausstattung in der Zeit um 1900 seither als Drogerie betrieben, baugeschichtlich, ortsgeschichtlich und städtebaulich von Bedeutung, die Drogerieausstattung mit Seltenheitswert. Zweigeschossiger Putzbau, sieben Achsen, zum Teil Sandsteingewände, profilierte Traufe, Dachausbau mit originalen Fenstern 1920, Fensterläden und Türen ebenfalls aus dieser Zeit, Satteldach, Schieferdeckung, 1928 erwarb der Drogist Fritz Zehmisch das Gebäude, vor 1928 befanden sich im Erdgeschoss Räume der Verwaltung der Sozial-Versicherungs-Kasse bis zu deren Auszug, noch heute im Familienbetrieb als Drogerie betrieben, ursprünglich gehörte zum Grundstück auch das an der Gerberstraße stehende Niederlagsgebäude, welches seit 1985 durch die Stadtverwaltung genutzt wird. Das Wohnhaus wurde von 1834 nach dem Stadtbrand von Lohgerbermeister Gustav Güntzel errichtet. Der zweigeschossige Putzbau besitzt sieben Achsen, teils mit Sandsteingewänden, eine profilierte Traufe und wird durch ein Satteldach mit Schieferdeckung abgeschlossen. Fensterläden und Türen sowie der Dachausbau mit Giebeldreieck stammen aus einem Umbau von 1920. Der Sohn Paul Richard Güntzel betrieb später eine Drogerie in dem Gebäude, die seither den Namen Central-Drogerie trägt. Die aus der Zeit um 1900 stammende umlaufende, hölzerne Ladenausstattung besitzt entsprechend ihres Warenangebots eine Ladentheke, mit Glastüren versehene Schränke, offene Regalteile sowie eine Vielzahl von Schüben, deren in Latein verfassten Namensschilder auf ihren Inhalt weisen. Daneben haben sich sämtliche Apothekergefäße, eine Registrierkasse und eine Apothekerwaage erhalten. Der Denkmalwert des Wohnhauses mit seiner bemerkenswerten, bis ins Detail original erhaltenen Drogerieausstattung ergibt sich einerseits aus seinem bau- und ortsgeschichtlichen Wert. Andererseits besitzt die Ladenausstattung Seltenheitswert. | 08991079 |
|                                         | Wohnhaus in geschlossener Bebauung und Nebengebäude | Dresdner Straße 36 (Karte)                                                                                | 1843 | Putzbau mit sparsamen Gliederungselementen, als Teil der geschlossenen Bebauung entlang der Dresdner Straße und typisches nach dem Stadtbrand erbautes Gebäude von stadtentwicklungsgeschichtlichem und städtebaulichem Wert. - Wohnhaus: zweigeschossig, im Erdgeschoss profilierte Fenstergewände, historisches Türblatt, profilierte Verdachungen, profiliertes Gurtgesims, profiliertes Traufgesims, hohes Satteldach, Schieferdeckung - Nebengebäude: eingeschossiger Putzbau, Satteldach | 08991058 |
| Direkt Bild zu diesem Denkmal hochladen | Wohnhaus in geschlossener Bebauung | Dresdner Straße 47 (Karte)                                                                                | Nach 1842 | Weitgehend bauzeitlich erhaltenes Gebäude, eindrucksvolles Beispiel für die nach dem Stadtbrand von 1842 entstandene Bebauung Saydas, stadtentwicklungs- und baugeschichtlich von Bedeutung. Zweigeschossiger Putzbau, fünf Achsen, Segmentbogen-Türgewände aus Sandstein, originale Tür erhalten, Winterfenster mit Sprossung erhalten, Satteldach, profiliertes Traufgesims, Dachhäuschen, nach dem Stadtbrand neu erbaut, das Gebäude gehörte laut Information des Ortschronisten (ABM 2003) dem Bauern Alwin Meier, der das Anwesen bewohnte und landwirtschaftlich nutzte, seit 1999 unbewohnt, 2003 an Erbengemeinschaft Auflage zur Notsicherung erteilt. | 08991065 |
| Direkt Bild zu diesem Denkmal hochladen | Wohnhaus in geschlossener Bebauung | Dresdner Straße 51 (Karte)                                                                                | 1843 | Teil der nach dem Stadtbrand von 1842 entstandenen Bebauung entlang der Dresdner Straße, stadtentwicklungsgeschichtlich von Bedeutung. Zweigeschossiger Putzbau, fünf Achsen, Erdgeschoss Ladeneinbau mit historischen profilierten Fenster- und Türgewänden, Pilaster mit Konsolen, profiliertes Gurtgesims, Obergeschoss profilierte Fenstergewände und durchgehende Sohlbank, profiliertes Traufgesims, Satteldach. | 08991068 |
| Direkt Bild zu diesem Denkmal hochladen | Hinterhaus | Dresdner Straße 52 (hinter) (Karte)                                                                       | Nach 1842 | Als Kontorgebäude, Lederlager und Verkaufsraum für die Gerberei Ruscher nach dem Stadtbrand von 1842 neu erbaut, später Wohnhaus mit Drechslerwerkstatt, stadtentwicklungsgeschichtlich von Bedeutung. Zweigeschossiger Bruchsteinbau, Fenstergewände, Krüppelwalmdach, an der Giebelseite Abort mit abgewalmtem Dach. | 08991088 |
| Direkt Bild zu diesem Denkmal hochladen | Wohnhaus in geschlossener Bebauung | Dresdner Straße 53 (Karte)                                                                                | Nach 1842 | Teil des Wiederaufbaus nach dem Stadtbrand 1842, stadtentwicklungsgeschichtlich von Bedeutung. Zweigeschossiger Putzbau, vier Achsen, Erdgeschoss Rundbogenfenster und Tür, zurückgesetzter Eingangsbereich, Sandsteingewände, breites Gurtband, Obergeschoss Rechteckfenster, Sandstein-Fenstergewände, profiliertes Traufgesims, Satteldach mit breiter Schleppgaupe, darüber Dachhecht, saniert nach 2003, dabei die Gewände und Farbgebung sowie Fenster und Haustür nicht unbedingt denkmalgerecht, Wand-Öffnungsverhältnis blieben jedoch ebenso wie Kubatur erhalten. | 08991069 |
| Direkt Bild zu diesem Denkmal hochladen | Wohnhaus in geschlossener Bebauung | Dresdner Straße 61 (Karte)                                                                                | Nach 1842 | Teil der Bebauung nach dem Stadtbrand 1842, stadtentwicklungsgeschichtlich von Wert. Zweigeschossiger Putzbau, sechs Achsen, Erdgeschoss Sohlbänke, über Eingangsbereich gerade profilierte Verdachung, profiliertes Gurtgesims als durchgehende Sohlbank im Obergeschoss, Winterfenster erhalten, Satteldach mit drei Dachhäuschen, diese nachträglich aufgesetzt oder erweitert. Nach der 2003 erfolgten Denkmalerfassung erfolgte der Einbau neuer Kunststofffenster, dabei wurden die Fenstereinfassungen im Erdgeschoss ebenso wie die Sohlbänke entfernt, dem Gebäude kommt nur auf Grund seines städtebaulichen Zusammenhang noch ein geringer Denkmalwert zu, eine Streichung aus der Denkmalliste wäre möglich. | 08991070 |
|                                         | Spritzenhaus (gegenwärtig Feuerwehrmuseum Sayda) | Dresdner Straße 64 (neben) (Karte)                                                                        | 1853 | Zeittypisches Feuerwehrhaus des 19. Jahrhunderts, bis 1937 wurde es zur Unterbringung der Feuerlöschspritze genutzt, seit 1998 Feuerwehrmuseum, ortsgeschichtlich von Bedeutung. Eingeschossiger Putzbau, liegende Rechteckfenster, Sandsteingewände, an Giebelseite große Toreinfahrt, Satteldach. | 08991064 |
| Direkt Bild zu diesem Denkmal hochladen | Wohnhaus in geschlossener Bebauung | Dresdner Straße 69 (Karte)                                                                                | Nach 1842 | Weitgehend original erhaltenes Gebäude, Relikt der Bebauung nach dem Stadtbrand 1842, stadtentwicklungsgeschichtlich von Bedeutung. Zweigeschossiger Putzbau, fünf Achsen, Sandstein-Fenstergewände in beiden Geschossen, Sandstein-Türgewände, Satteldach mit altem Dachhecht, ursprünglich mit Fensterläden. | 08991066 |
| Direkt Bild zu diesem Denkmal hochladen | Hospitalfriedhof (Sachgesamtheit) | Dresdner Straße 76 (Karte)                                                                                | 17.–20. Jahrhundert | Sachgesamtheit Hospitalfriedhof mit folgenden Einzeldenkmalen: Evangelische Begräbniskapelle (ehemalige Hospitalkirche), Friedhofswärterhaus (Totengräberhaus), zehn Grabmale und Einfriedungsmauer (08991035) sowie Friedhofsgestaltung mit gärtnerischer Anlage (Gartendenkmal); Kapelle Putzbau mit dreiseitigem Chorschluss, im Innern flach gedeckt, baugeschichtlich und ortsgeschichtlich von Bedeutung. - Gartendenkmal: Friedhofskreuz (sich kreuzende Alleen – u. a. Bergahorn), zwei jüngere gärtnerische Anlagen mit Lebensbäumen (Urnengrabstätten) sowie Einzelbäumen – u. a. Buchen und Eschen | 09303717 |
|                                         | Evangelische Begräbniskapelle (ehemalige Hospitalkirche), Friedhofswärterhaus, zehn Grabmale und Einfriedungsmauer (Einzeldenkmale der Sachgesamtheit 09303717)                       | Dresdner Straße 76 (Karte)                                                                                | 1690 (Kapelle); 17./18. Jahrhundert (neun barocke Grabmale); 18. Jahrhundert (Friedhofswärterhaus); nach 1936 (Grabmal) | Einzeldenkmale der Sachgesamtheit Hospitalfriedhof; Friedhofsanlage von großer regionalgeschichtlicher Bedeutung | 08991035 |
| Direkt Bild zu diesem Denkmal hochladen | Dampfwalze (im Straßenbaumuseum Adam) | Dresdner Straße 77 (Karte)                                                                                | 1925 | Als funktionsfähige, authentisch erhaltene Straßendampfwalze von Seltenheitswert, technikgeschichtlich von Bedeutung | 08991097 |
| Weitere Bilder                          | Ehemaliges Hospital zu St. Johannis, heute Heimatmuseum | Dresdner Straße 78 (Karte)                                                                                | 1508 | Das im Volksmund als „Spittel“ bezeichnete Gebäude beherbergte lange Zeit Arme und Kranke, als eines der ältesten Gebäude der Stadt und auf Grund seiner Nutzungsgeschichte erlangt es eine große ortsgeschichtliche und sozialgeschichtliche sowie baugeschichtliche und ortsbildprägende Bedeutung. Erdgeschoss massiv, Sandsteingewände, Korbbogen-Türgewände, Obergeschoss zweiriegeliges Fachwerk, rückwärtig verbrettert, mittig über Eingangsbereich Kartusche mit Wappen Inschrift „Hospital zu Johannis gestiftet von Caspar und Bernhard v. Schoenberg 1508 + erbauet von Adam Rudolf Schoenberg 1784“, Giebel verschindelt, Krüppelwalmdach, Fledermausgaupen, Dach verschindelt. Hospital nicht nur für kranke Menschen errichtet, sondern hauptsächlich für arme, hilfsbedürftige, alte Menschen, heute erzgebirgisches Heimatmuseum mit 17 Räumlichkeiten, grundlegende Sanierung 1991/92 (im Dehio Wiederaufbau). | 08991034 |
| Weitere Bilder                          | Meilenstein | Dresdner Straße 78 (bei) (Karte)                                                                          | Nach 1858 | Königlich-Sächsischer Meilenstein, Stationsstein, von verkehrsgeschichtlicher Bedeutung. Sandsteinkubus mit abgerundetem Abschluss, beidseitig eingetiefte Schriftspiegel mit jeweils einer gusseisernen Krone, darunter Beschriftungen (rekonstruiert): straßenseitig „Sayda. Brüx 4,40 M. / Frauenstein 2,78 M. / Altenberg über Seyde 4,15 M. / über Zaunhaus 4,55 M.“, auf der abgewandten Seite „Großhartmannsdorf 1,88 M. / Olbernhau 1,45 M. / Zöblitz 2,65 M. / Marienberg 3,49 M.“, ursprünglich um 1860 auf dem Saydaer Marktplatz gegenüber der „Alten Post“ aufgestellt, seit 2001 am gegenwärtigen Standort | 08991033 |
| Direkt Bild zu diesem Denkmal hochladen | Postamt | Dresdner Straße 82 (Karte)                                                                                | 1929 | Zeittypisches Postgebäude in markanter Straßenlage von baugeschichtlicher, ortsgeschichtlicher und städtebaulicher Bedeutung. Zweigeschossiger Putzbau, Wand-Öffnungs-Verhältnis intakt, im Erdgeschoss profilierte Gewände, profiliertes Spitzbogenportal, 5 zu 2 Achsen, profiliertes Kranzgesims, Fensterläden fehlen, neue Kunststofffenster mit Sprossung, hohes Walmdach, alter Schriftzug „Post–Amt“, weiterhin bezeichnet mit „HGS/Dresden“ (Heimstättengesellschaft Sachsen in Dresden), saniert. | 08991032 |
| Direkt Bild zu diesem Denkmal hochladen | Ehemalige Schule und Einfriedungsmauer | Friedebacher Gasse 1 (Karte)                                                                              | 1886–1887 | Zeittypisches Schulhaus in gutem Originalzustand von ortshistorischer Bedeutung. Zweigeschossiger Putzbau, profilierte Fenstergewände aus Sandstein, profiliertes Gurtgesims, Ecknutung, Segmentbogen-Türgewände mit originalem Türblatt, im Giebeldreieck rundbogige Zwillingsfenster mit gerader Verdachung, profiliertes Kranzgesims, ein Giebel Fenster zugesetzt, anderer Giebel Fenster mit Dreieck- bzw. gerader Verdachung, Satteldach mit neuen Dachausbauten, Schieferdeckung, saniert. Trockenmauer: Bruchstein, am 10. Oktober 1887 als zweites neuerbautes Schulhaus eingeweiht. | 08991042 |
| Direkt Bild zu diesem Denkmal hochladen | Wohnstallhaus (ohne vorderen Anbau) und westliche Scheune eines Dreiseithofes | Friedebacher Weg 2 (Karte)                                                                                | 1. Hälfte 19. Jahrhundert (Wohnhaus); um 1900 (Stallscheune)                                                            | Weitgehend authentisch erhaltene traditionelle Fachwerkbauten von bau- und stadtentwicklungsgeschichtlichem Wert. - Wohnstallhaus: Erdgeschoss massiv, Fenster leicht vergrößert, Obergeschoss Fachwerk intakt, originale Fenstergröße, Giebelseite Fachwerk verbrettert, Satteldach - westliche Stallscheune: teils massiv, teils Holzkonstruktion, Rolltor, zwei Toreinfahrten, Satteldach - Scheune (Streichung 2015): Holzkonstruktion, Satteldach, Giebel mit Fenster, Schieferdeckung, 2014 am Zusammenbrechen, Erhalt nicht zumutbar | 08991021 |
| Direkt Bild zu diesem Denkmal hochladen | Wohnhaus in halboffener Bebauung | Lange Gasse 1 (Karte)                                                                                     | Nach 1842 | Katenartiges Wohnhaus, weitgehend original erhalten, stadtentwicklungs- und sozialgeschichtlich von Bedeutung. Nach dem Stadtbrand 1842 errichtet, vermutlich an Stelle eines Vorgängerbaus, Bruchsteinmauerwerk verputzt, Satteldach, Fassade vereinfacht, vermutlich ursprünglich äußerst schlicht, einziges weitgehend authentisch überliefertes Wohnhaus dieses Typs, baugeschichtlich und sozialgeschichtlich bedeutsam. | 09306068 |
| Direkt Bild zu diesem Denkmal hochladen | Wohnhaus in Ecklage | Lutherplatz 1 (Karte)                                                                                     | Nach 1842 | Baulich leicht überformtes Wohngebäude aus der Zeit nach dem großen Stadtbrand von 1842, Teil der weitgehend geschlossenen Stadtbebauung um 1843, stadtentwicklungsgeschichtlich und städtebaulich von Bedeutung. Zweigeschossiger Putzbau, giebelständig zur Dresdner Straße, profilierte Traufe, Sandsteingewände nur noch im Giebeldreieck und Türgewände vorhanden, ansonsten entfernt, mächtiges Krüppelwalmdach, zwischen 2003 und 2004 saniert, dabei Einbau eines Ladens, Erweiterung der Haustür, Wand-Öffnungs-Verhältnis, aufgehendes Mauerwerks sowie Dach blieben original erhalten. | 08991078 |
| Direkt Bild zu diesem Denkmal hochladen | Wohnhaus in offener Bebauung | Lutherplatz 11 (Karte)                                                                                    | Nach 1842 | Typischer Putzbau der Wiederaufbauphase nach dem verheerenden Stadtbrand von 1842, stadtentwicklungsgeschichtlich und städtebaulich von Bedeutung. Verputzter Bruchsteinbau, einfache Sandsteingewände – im Obergeschoss teils überstrichen, profiliertes Kranzgesims, Wand-Öffnungs-Verhältnis, Umfassungsmauern, Dach und Dachstuhl erhalten, Türportal entfernt, Krüppelwalmdach, Fensterlaibungen innen mit Rundbögen. | 09306063 |
| Direkt Bild zu diesem Denkmal hochladen | Wohnhaus der ehemaligen Fischzucht mit Fischteichen sowie zugehörigem Entwässerungsgraben (zeitweise Engelhardt’s Fischzucht und Netzfabrikation)                                     | Mortelgrund 2 (Karte)                                                                                     | Um 1905 | Standort bildete ursprünglich Zentrum des Altbergbaus im Mortelgrund, die gewerbliche Fischzucht folgte dabei den Bergbautätigkeiten und machte sich diese durch die Befischung der Bergbauteiche zunutze, weitgehend original erhaltenes Gebäude mit Anklängen an den Schweizer Stil sowie vorgelagerte wasserbauliche Anlagen, ortshistorisch von Bedeutung | 08991025 |
| Weitere Bilder                          | Ehemalige Wassermühle, heute Wohnhaus mit ehemaligem Mühlteich, Mortelgraben (Mühlgraben), Langenwiesengraben (Mühlgraben im Mortelgrund) und Ablaufgraben (Mortelmühle)              | Mortelgrund 5 (Karte)                                                                                     | 1849 laut Versicherungsakten                                                                                            | Weitgehend original erhaltener Mühlenkomplex (ohne Mühlentechnik) von ortshistorischer und bauhistorischer sowie landschaftsprägender Bedeutung | 08991024 |
| Direkt Bild zu diesem Denkmal hochladen | Wohnhaus und Seitengebäude, heute Gasthof mit Ferienwohnungen (Kleines Vorwerk) | Mühlholzweg 12 (Karte)                                                                                    | 1773 neu erbaut / abgebrannt 1865 (Vorwerk); 1865 (Wohnhaus und Seitengebäude)                                          | Bauensemble aus der Mitte des 19. Jahrhunderts von großer regionalgeschichtlicher sowie baugeschichtlicher und landschaftsprägender Bedeutung | 08991059 |
|                                         | Ehemaliges Gerichtsgebäude (heute Seniorenheim) | Pfarrgasse 1 (Karte)                                                                                      | 1851 | Stattlicher Bau, historische Substanz aus der Mitte des 19. Jahrhunderts weitgehend erhalten, auf Grund seiner Nutzungsgeschichte von großer ortshistorischer Bedeutung, im Kontext zur Kirche auch von städtebaulichem Wert. Zweigeschossig, profiliertes Sandstein-Türgewände mit gerader Verdachung auf Konsolen, profilierte Traufe, Baukörper komplett verkleidet, Krüppelwalmdach mit breiter Schleppgaupe (diese später aufgesetzt), dreiachsige spätere Erweiterung an der nordwestlichen Giebelseite, innen Gewölbe, der Vorgängerbau des heutigen Seniorenheims, des ehemaligen Amtsgerichtes, brannte beim Stadtbrand 1842 ab, inwieweit Reste des Vorgängerbaus in den Neubau einbezogen wurden, ist nicht bekannt, am 25. Oktober 1851 erfolgte die Einweihung des Königlich-Sächsischen Amtsgerichtes in Sayda, bereits ab 5. April 1850 befand sich das Grundstück im Besitz des Königlich Sächsischen hohen Staatsfiskus in Dresden, zuvor befand sich das Grundstück im Besitz des Böttchermeisters Gottlob Friedrich Melzner, bereits am 1. Januar 1850 beauftragte der damalige Bürgermeister Trautzsch dem Landbaumeister Krasting aus Zwickau mit dem Bau des Gerichts, am 4. Dezember 1850 stimmte das Königliche Ministerium der Justiz dem Erwerb des dem Böttchermeister Melzner gehörenden Hausgrundstücks zur Unterbringung eines Einzelgerichtes zu, Schließung des Amtsgerichtes 1951, nach 1952 Ausbau zum Feierabendheim, verschiedene Baumaßnahmen folgen, offensichtlich auch die Verlängerung des Hauses. | 08991073 |
|                                         | Ehemaliges Amtsrichterhaus (heute Wohnhaus) in halboffener Bebauung | Pfarrgasse 2 (Karte)                                                                                      | Nach 1842 | Zeittypisches Wohnhaus in gutem Originalzustand von baugeschichtlichem Wert, als Teil eines annähernd zeitgleich entstandenen Straßenzuges auch von stadtentwicklungsgeschichtlichem und städtebaulichem Wert. Zweigeschossiger Putzbau, Sandsteingewände, profilierte Sandstein-Türgewände mit mehrfach profilierter Verdachung, profilierte Traufe aus Holz, Krüppelwalmdach, Satteldach, Schieferdeckung, Dachhecht, Giebel verbrettert, Haus ist saniert. | 08991071 |
|                                         | Ehemaliges Kantorenhaus (heute Wohnhaus) in geschlossener Bebauung | Pfarrgasse 4 (Karte)                                                                                      | Nach 1842 | Nach dem großen Stadtbrand von 1842 neu erbauter Putzbau mit intaktem Wand-Öffnungs-Verhältnis, ortsentwicklungsgeschichtlich und städtebaulich von Bedeutung. Zweigeschossiger Putzbau, fünf Achsen, Sandsteingewände übermalt, Sandstein-Türgewände mit mehrfach profilierter Verdachung, Satteldach, Schieferdeckung, drei Schleppgaupen. | 08991072 |
|                                         | Diakonat in geschlossener Bebauung und Hinterhaus | Pfarrgasse 5 (Karte)                                                                                      | 1844 | Zeittypischer, nach dem großen Stadtbrand von 1842 entstandener Putzbau von stadtentwicklungsgeschichtlicher und ortsbildprägender Bedeutung. - Diakonat: zweigeschossiger Putzbau, scharrierte Sandstein-Fenstergewände, profilierte seitliche Sandstein-Türgewände und gerade Verdachung, sieben Achsen, profiliertes Kranzgesims, Satteldach, Schieferdeckung, ein Baukörper mit Nummer 6 - Nebengebäude (rückwärtig): eingeschossiger Bruchsteinbau, verputzt, Satteldach | 08991050 |
| Direkt Bild zu diesem Denkmal hochladen | Pfarrhaus in geschlossener Bebauung und Hinterhaus | Pfarrgasse 6 (Karte)                                                                                      | 1844 | Nach dem großen Stadtbrand von 1842 neu erbautes Haus, mit dem Diakonat ein Doppelhaus bildend, stadtentwicklungsgeschichtlich und ortsbildprägend von Bedeutung. - Pfarrhaus: zweigeschossiger Putzbau, scharrierte Sandsteingewände, Eingang mit gerader Verdachung, profilierte Sandstein-Türgewände, acht Achsen, profiliertes Kranzgesims, Satteldach, Schieferdeckung, ein Baukörper mit Nummer 5 - Nebengebäude (rückwärtig): eingeschossiger Bruchsteinbau, verputzt, Satteldach, saniert | 08991048 |
| Direkt Bild zu diesem Denkmal hochladen | Wohnhaus in geschlossener Bebauung | Pfarrgasse 8 (Karte)                                                                                      | Nach 1842 | Bestandteil einer geschlossen erhaltenen Häuserzeile, welche nach dem Stadtbrand von 1842 neu erbaut wurde, baulich leicht überformt, stadtentwicklungsgeschichtlich von Wert. Zweigeschossiger Putzbau, vier Achsen, Wand-Öffnungs-Verhältnis intakt, profilierte Holztraufe, zum Teil scharrierte Sandsteingewände, Satteldach. | 08991086 |
| Direkt Bild zu diesem Denkmal hochladen | Wohnhaus in geschlossener Bebauung | Pfarrgasse 10 (Karte)                                                                                     | Nach 1842 | Bestandteil einer nach dem Stadtbrand von 1842 einheitlich neu erbauten Häuserzeile, stadtentwicklungsgeschichtlich und städtebaulich von Bedeutung. Zweigeschossiger Putzbau mit Graupelputz, vier Achsen, Wand-Öffnungs-Verhältnis intakt, im Erdgeschoss scharrierte Sandsteingewände mit einer Hohlkehle, im Erdgeschoss ursprünglich Fensterläden, profilierte Holztraufe, Satteldach, vereinfachend saniert. | 08991085 |
| Direkt Bild zu diesem Denkmal hochladen | Wohnhaus in geschlossener Bebauung | Pfarrgasse 11 (Karte)                                                                                     | Nach 1842 | Bestandteil einer nach dem Stadtbrand von 1842 entstandenen, einheitlich gestalteten Häuserzeile, städtebaulich und ortsentwicklungsgeschichtlich von Bedeutung. Zweigeschossiger Putzbau, Graupelputz, drei Achsen, Wand-Öffnungs-Verhältnis intakt, profilierte Traufe, Satteldach, keine entstellenden Dachausbauten, im Erdgeschoss und Obergeschoss scharrierte Sandsteingewände, im Erdgeschoss profiliert mit 1 Hohlkehle, Sandsteinportal scharriert, profiliertes Kranzgesims. | 08991084 |
| Direkt Bild zu diesem Denkmal hochladen | Wohnhaus in geschlossener Bebauung | Pfarrgasse 12 (Karte)                                                                                     | Nach 1842 | Bestandteil einer erhaltenen Häuserzeile als Bebauung nach dem Stadtbrand 1842. Schlichter zweigeschossiger Putzbau, nach dem Stadtbrand von 1842 neu erbaut, vier Achsen, Wand-Öffnungs-Verhältnis intakt, profiliertes Kranzgesims, Satteldach, keine entstellenden Dachausbauten, im Erdgeschoss scharrierte Sandsteingewände mit einer Hohlkehle. | 08991083 |
| Direkt Bild zu diesem Denkmal hochladen | Wohnhaus in geschlossener Bebauung | Pfarrgasse 13 (Karte)                                                                                     | 1843 | Bestandteil einer nach dem Stadtbrand von 1842 neu erbauten Häuserzeile, welche weitgehend original erhalten geblieben ist, stadtentwicklungsgeschichtlich von Bedeutung. Zweigeschossiger Putzbau, fünf Achsen, Wand-Öffnungs-Verhältnis intakt, profilierte Traufe, Satteldach, keine entstellenden Dachausbauten, Dachstuhlkonstruktion erhalten, im Erdgeschoss scharrierte Sandsteingewände, 1843 nach Stadtbrand neu erbaut, 1857 Ausbau des Kuhstalls mit Gewölbe, 1882 im Besitz des Schuhmachers Ernst Wilhelm Neubert, keine wesentlichen baulichen Veränderungen, nach 1992 Erneuerung Dachstuhl, neue Fenster, weitgehend original erhalten. | 08991082 |
| Direkt Bild zu diesem Denkmal hochladen | Wohnhaus in halboffener Bebauung | Plan 3 (Karte)                                                                                            | 1914 Wiederaufbau nach Brand                                                                                            | Eines der wenigen Gebäude, welches den Stadtbrand von 1842 überstanden hatte, dann 1914 bei einem Brand am Plan zerstört und anschließend städtebaulich angepasst wieder aufgebaut wurde, schlichter Putzbau von stadtentwicklungsgeschichtlichem und städtebaulichem Wert. Zweigeschossiger Putzbau, im Obergeschoss gekehlte Fenstergewände, Eingangsbereich mit geschwungenem flachem Bogen, Satteldach an einer Seite mit Krüppelwalm. Denkmalwert 2006 geprüft und bestätigt: weitgehend original erhalten, große städtebauliche Bedeutung. | 08991076 |
| Direkt Bild zu diesem Denkmal hochladen | Wohnhaus in halboffener Bebauung | Plan 8 (Karte)                                                                                            | Um 1740 | Eines der wenigen Gebäude in Sayda, welches aus der Zeit vor dem großen Stadtbrand von 1842 stammt und weitgehend original erhalten blieb, baugeschichtlich, stadtentwicklungsgeschichtlich und städtebaulich von Bedeutung. Erdgeschoss massiv, Fensterläden fehlen, Obergeschoss Fachwerk verbrettert, Giebel Fachwerk verbrettert, Satteldach, zwei liegende Dachfenster. | 08991074 |
| Weitere Bilder                          | Kriegerdenkmal für vier im Deutsch-Französischen Krieg 1870/71 gefallene Söhne der Stadt Sayda                                                                                        | Platz der Opfer des Faschismus (Karte)                                                                    | 1872 (1. September Einweihung); 1998 (Anfertigung Kopie des Helmaufsatzes)                                              | Unter großer Beteiligung und mit Spenden der Bevölkerung 1872 aufgestelltes Denkmal von großer ortshistorischer Bedeutung. Denkmal auf hohem Sockel (ehemals vermutlich Grotte), begrünt, Natursteinstele aus Grillenburger Sandstein mit vier Namen der Gefallenen, den oberen Abschluss bildet ein gusseiserner römischer Helm, Lorbeerkranz (Kopie des Helmes, das Original im Heimatmuseum Sayda), bestehend aus grün bronziertem Gusseisen, den Auftrag erhielt im Ergebnis von Ausschreibungen letztendlich das Gräflich Einsiedelsche Eisenwerk Einsiedel, andere Anbieter erwiesen sich als zu teuer, die Bildhauerarbeiten übernahm der Freiberger Bildhauer Carl Schimmel, der sich gegen andere Bewerber durchsetzen konnte, der Denkmalentwurf des Denkmals (präzise Vorgaben) kamen von der Stadtverwaltung Sayda, die sowohl die Gestaltung des Helms, als auch die Gestaltung des Steins mit Schrifttype und Farbgebung vorgab, neben den Namen der Gefallenen befindet sich die Inschrift „Zum Andenken dem im Dt.-Frz. Krieg 1870/71 gefallenen Krieger“ auf einer Seite des Steins, das Denkmal wurde mehrfach restauriert, grundlegend zuletzt nach 1998. | 08991030 |
| Direkt Bild zu diesem Denkmal hochladen | Wohnhaus in halboffener Bebauung | Platz der Opfer des Faschismus 2 (Karte)                                                                  | Nach 1842 | Vermutlich zeitgleich mit dem Nachbargebäude unmittelbar nach dem großen Stadtbrand von 1842 neu erbauter schlichter Putzbau von städtebaulicher und stadtentwicklungsgeschichtlicher Bedeutung. Zweigeschossiger Putzbau, Erdgeschoss Fensterläden, zum Teil Fenster zugesetzt, profiliertes Kranzgesims, Walmdach mit einem stehenden Dachhäuschen, Schieferdeckung, saniert. | 08991056 |
| Direkt Bild zu diesem Denkmal hochladen | Lagerhalle | Platz der Opfer des Faschismus 4 (bei) (Karte)                                                            | Um 1905 | Verbretterter Holzschuppen, beginnendes 20. Jahrhundert, original erhalten, stadt- und baugeschichtlich von Wert. Lagerschuppen im hinteren Bereich einer Industrieanlage, Fachwerk und Holzverschalung, verzierte hölzerne Fenstereinfassungen, Fenster und Türen bauzeitlich, Eisentore spätere Zutaten, der Lagerschuppen beeindruckt durch seine Authentizität. | 09306064 |
| Direkt Bild zu diesem Denkmal hochladen | Wohnhaus in geschlossener Bebauung | Platz der Opfer des Faschismus 5 (Karte)                                                                  | 1730 | Eines der wenigen Wohnhäuser Saydas, welches den verheerenden Stadtbrand von 1842 überstanden hat, weitgehend original erhaltener Putzbau aus dem 18. Jahrhundert von städtebaulicher, stadtentwicklungsgeschichtlicher und baugeschichtlicher Bedeutung. Zweigeschossiger Putzbau, im Erdgeschoss Fensterumbau 1920er Jahre, Sandstein-Türgewände (Kielbogen) mit abgeschlagenem Schlussstein, hohes Satteldach. | 08991077 |
| Direkt Bild zu diesem Denkmal hochladen | Wohnhaus mit anschließender Turnhalle | Roßplatz 1 (Karte)                                                                                        | 18. Jahrhundert (Wohnhaus); um 1900 (Tanzsaal)                                                                          | Zusammen mit dem benachbarten Wohnhaus ein städtebaulich bedeutsames Ensemble bildend, welches zunächst den Stadtbrand von 1842 überstanden hatte, dann aber teilweise umgebaut oder auch neu gebaut wurde, auf Grund seiner Baugeschichte und seiner dominanten Lage ergibt sich der Denkmalwert aus der ortsbildprägenden sowie stadtgeschichtlichen Bedeutung. Zweigeschossiger Putzbau, zum Teil Sandsteingewände, hohes Krüppelwalmdach, drei große Rundbogenfenster (Tanzsaal), darüber drei Okuli, teilsaniert. | 08991081 |
| Direkt Bild zu diesem Denkmal hochladen | Wohnhaus in halboffener Bebauung | Roßplatz 2 (Karte)                                                                                        | 19. Jahrhundert überformt, im Kern wohl älter                                                                           | Zusammen mit dem benachbarten Wohnhaus mit einstigem Saal ein Bauensemble von großer ortsbildprägender Bedeutung bildend, im Kern möglicherweise noch Baubestand aus der Zeit vor dem verheerenden Stadtbrand von 1842, damit erlangt das Gebäude eine stadtentwicklungsgeschichtliche Bedeutung. Zweigeschossiger Putzbau, profilierte Traufe, Krüppelwalmdach. | 08991080 |
| Weitere Bilder                          | Ehemaliges Kranken- und Armenhaus, heute Wohnhaus sowie Wappen des ehemaligen Schlosses über dem Hauseingang und Einfassungsmauer des ehemaligen Vorwerks (sogenanntes Altes Schloss) | Schloßweg 4 (Karte)                                                                                       | 1877/1878 (Krankenhaus); 1774 (Wappen)                                                                                  | Repräsentativer Putzbau mit zeittypischem Fassadendekor, als Krankenhaus und Armenhaus nach dem Brand des Vorwerkes erbaut, auf Grund seines historischen Standortes und seiner Nutzungsgeschichte erlangt das heutige Wohnhaus einschließlich der das Grundstück teilweise umschließenden Einfriedungsmauern eine ortsgeschichtliche sowie baugeschichtliche Bedeutung. Zweigeschossiger Putzbau, Sockel und Fenster mit Sandsteingewänden, profilierte und gekehlte Fenstergewände, Türgewände in Kielbogenform, in den Zwickeln Vierpassmotive, mittige Fassadenbetonung durch Triforienmotive, über der Tür Wappen mit datiert 1774, kräftig profiliertes Gurtgesims, im Obergeschoss durchgehendes Sohlbankgesims, Gurtband, unter der Traufe Schlitzfenster, profiliertes Kranzgesims, Satteldach, Schieferdeckung, zum Teil historische Fenster, elf zu fünf Achsen. Mauer: Bruchsteinmauerwerk, Abdeckplatten aus Schiefergestein, teilsaniert. Kurze Information zur Entstehungsgeschichte in Altes und Neues von Sayda. Zum Heimatfeste 1908, S. 21. | 08991054 |
|                                         | Feuerwache mit Schlauchturm | Schloßweg 5 (Karte)                                                                                       | Vermutlich 1937 | Zeugnis für Brandbekämpfung und Feuerabwehr im Ort, orts- und baugeschichtlich von Bedeutung. Putzbau, eine Segmentbogen-Toreinfahrt, eine gerade abschließende Toreinfahrt, darüber drei Fenster angeordnet, Satteldach, Schlauchturm halb massiv, obere Hälfte Querverbretterung, Satteldach, sehr guter Originalzustand. | 08991055 |
|                                         | Schule | Schulgasse 1 (Karte)                                                                                      | 1844 | Nach dem Stadtbrand errichteter, authentisch überlieferter Putzbau von orts- und baugeschichtlicher Bedeutung. Zweigeschossig, Sandsteingewände, profilierte Türgewände mit Verdachung, originales Türblatt im Biedermeierstil, neun zu fünf Achsen, Walmdach mit Dachhäuschen und Dachüberstand, Schieferdeckung, im Inneren zweiläufige Treppe mit Gurtbögen über den Treppenläufen. Beim Stadtbrand 1842 zerstört, 1844 wieder aufgebaut. Nutzung als Schule bis 1977, danach anderweitige Nutzung. 1993 bis 1995 umfassende Sanierung nach historischem Vorbild und seit dem 29. Juli 1995 Nutzung als Grundschule. | 08991045 |
|                                         | Wohnhaus in Ecklage zur Dresdner Straße | Schulgasse 3 (Karte)                                                                                      | 1843/1844 | Stattliches Gebäude, nach dem Stadtbrand von 1842 wieder aufgebaut, stadtentwicklungsgeschichtlich und städtebaulich von Bedeutung. Zweigeschossiger Putzbau, fünf zu fünf Achsen, einige Fenster zugesetzt, neue Kunststofffenster, mächtiges Krüppelwalmdach, zur Dresdner Straße zwei Schleppgaupen, saniert. | 08991049 |
|                                         | Verwaltungsgebäude (Amtshauptmannschaft), heute Wohnhaus | Schulgasse 7 (Karte)                                                                                      | 1842 | Einstiges Verwaltungs- und Wohngebäude des amtshauptmannschaftlichen Zweigamtes, Delegation Sayda, repräsentativer, nach dem Stadtbrand von 1842 neu errichteter Putzbau, auf Grund seiner Nutzungsgeschichte und seines originalen Baubestandes von stadtgeschichtlicher und baugeschichtlicher sowie städtebaulicher Bedeutung. Zweigeschossiger Putzbau, Betonung der drei Mittelachsen über beide Geschosse durch gerade Verdachung über Tür und Fenstern, sieben Achsen, Satteldach mit lang gestecktem Dachausbau, Fensterläden fehlen, Schieferdeckung, Sandsteintürgewände. | 08991046 |
|                                         | Wohnhaus mit Anbau in Ecklage | Schulgasse 10 (Karte)                                                                                     | Nach 1842 | Weitgehend original erhaltenes Gebäude mit Anbau, welches nach dem Stadtbrand von 1842 neu erbaut wurde, stadtentwicklungsgeschichtlich und städtebaulich von Bedeutung. Zweigeschossiger Putzbau, Sandsteingewände, 3 zu 3 Achsen, im Erdgeschoss Fensterläden, mächtiges Krüppelwalmdach mit Schieferdeckung, zur Pfarrgasse zweigeschossiger Anbau, vierachsig, Sandsteingewände, im Erdgeschoss Fensterläden, Satteldach, Schieferdeckung, im Giebel rundbogige Zwillingsfenster. | 08991047 |

## Friedebach
| Bild                                    | Bezeichnung | Lage                                     | Datierung                                                                           | Beschreibung | ID       |
| --------------------------------------- | --- | ---------------------------------------- | ----------------------------------------------------------------------------------- | --- | -------- |
| Direkt Bild zu diesem Denkmal hochladen | Wohnstallhaus | Dresdner Straße 101 (Karte)              | 1. Hälfte 19. Jahrhundert                                                           | Zeit- und landschaftstypisches ländliches Wohn- und Wirtschaftsgebäude mit integriertem Scheunenteil in gutem Originalzustand, baugeschichtlich von Bedeutung. Erdgeschoss massiv, historischer Putz, Garageneinbau, Obergeschoss zweiriegeliges Fachwerk sichtbar, Giebeldreieck verbrettert, seitlich Scheunenanbau in Holzkonstruktion, Satteldach mit Schieferdeckung. | 08991020 |
| Direkt Bild zu diesem Denkmal hochladen | Wohnstallhaus | Dresdner Straße 117 (Karte)              | 18. Jahrhundert                                                                     | Großer zeit- und landschaftstypischer Bau mit intakter Fachwerk-Konstruktion im Obergeschoss, baugeschichtlich und ortsbildprägend von Bedeutung. Drei zu zehn Achsen, Erdgeschoss massiv, zum Teil Sandsteingewände erhalten, neuer Putz, Obergeschoss originale Fenstergröße, neue Fenster, Verschindelung, teilweise abgefallen, Giebel verbrettert, Bergetür, Giebeldreieck verschindelt, anderes Giebeldreieck verkleidet, Satteldach. | 08991019 |
| Direkt Bild zu diesem Denkmal hochladen | Seitengebäude und Scheune | Dresdner Straße 118 (Karte)              | 1948 (Keller und Scheune); 1952 (Scheune)                                           | Direkt an der Straße stehende ländliche Wirtschaftsgebäude, verbretterte Fachwerkbauten in landschaftstypischer Ausprägung, baugeschichtlich und ortsbildprägend von Bedeutung. - Seitengebäude: als Keller und Scheune erbaut, Sockel massiv, Holzkonstruktion verbrettert, abgefaste Ecke im Erdgeschoss, Fenster mit Sprossung, Satteldach - Scheune: teils massiv, Holzkonstruktion verbrettert, Rolltor, Satteldach, Schieferdeckung Die Wirtschaftsgebäude gehörten ursprünglich zum Grundstück mit der heutigen Hausnummer 126, ehemalige Ortslisten-Nummer 101 b. | 08991062 |
| Direkt Bild zu diesem Denkmal hochladen | Wohnstallhaus mit hofseitigem Anbau und Scheune eines Bauernhofes                                                               | Dresdner Straße 122 (Karte)              | Um 1800 (Wohnstallhaus); 2. Hälfte 19. Jahrhundert (Scheune)                        | Gut erhaltene Hofanlage mit Wohnstallhaus vermutlich aus dem 18. Jahrhundert, als Zeugnisse bäuerlich-ländlicher Lebensweise sowie ländlichen Bauhandwerks von bau- und sozialgeschichtlicher Bedeutung. - Wohnstallhaus: Erdgeschoss massiv, Wetterhäuschen, Obergeschoss Fachwerk verbrettert, originale Fenstergröße, rückwärtig historische Fenster, Giebel zum Teil verkleidet, Satteldach - winkliger Anbau (1939): Holzkonstruktion, Rolltor, Satteldach, originale Fenster - Scheune: massiver Sockel, Holzkonstruktion, Satteldach, Giebel mit Bergetür | 08991018 |
| Direkt Bild zu diesem Denkmal hochladen | Häusleranwesen und Bergkeller                                                                                                   | Dresdner Straße 126 (Karte)              | 1868                                                                                | Zeit- und landschaftstypisches Wohnhaus mit verkleidetem Fachwerkobergeschoss sowie zugehöriger Bergkeller, beide in gutem Originalzustand, baugeschichtlich und sozialgeschichtlich sowie ortsbildprägend von Bedeutung. - Wohnstallhaus: Erdgeschoss massiv, Sandsteingewände, historische Fenster, Obergeschoss Fachwerk verschiefert, rückwärtig verbrettert, originale Fenstergröße, Krüppelwalmdach, rückwärtig Dachhecht, ursprünglich nur Wohnhaus, welches im zum Wohnstallhaus umgebaut wurde, vermutlich Häusler- oder Gärtneranwesen, 2014 leerstehend und im Bestand gefährdet - Bergkeller: nordöstlich des Wohnhauses gelegen, eingeschossig mit Keller im Sockelgeschoss, Satteldach, baulich leicht modernisiert | 08991017 |
| Direkt Bild zu diesem Denkmal hochladen | Wohnstallhaus eines Dreiseithofes                                                                                               | Dresdner Straße 128 (Karte)              | 2. Hälfte 18. Jahrhundert                                                           | Traditionelles Bauernhaus mit Fachwerk-Obergeschoss, weitgehend original erhalten, baugeschichtlich von Bedeutung. Erdgeschoss massiv, zwei Garageneinbauten im ehem. Stallbereich, massives Eingangsvorhäuschen, Obergeschoss Fachwerk verbrettert, Giebel Fachwerk verkleidet, Satteldach, Fenster unmittelbar unter der Traufe. | 08991067 |
| Direkt Bild zu diesem Denkmal hochladen | Wohnhaus | Dresdner Straße 133 (Karte)              | Bezeichnet mit 1938                                                                 | Nach Brand neu errichtetes Bauernhaus mit Fachwerkobergeschoss, als Beispiel ländlichen, durch den Heimatstil beeinflussten Bauens, von baugeschichtlicher Bedeutung. Erdgeschoss massiv, Toreinfahrt, Obergeschoss zweiriegeliges Fachwerk, Andreaskreuze unterhalb der Fenster, Giebel liegende Fenster, verschiefert, Satteldach mit Schieferdeckung, liegende Dachfenster, saniert, zwischen den Türen Putzbandstreifen mit Inschrift „P. M. 1938“ für den Bauherrn Paul Meyer, welcher das durch Blitzschlag abgebrannte alte Wohnhaus sowie die ebenso abgebrannte Scheune 1938 wieder errichtete. | 08991016 |
| Direkt Bild zu diesem Denkmal hochladen | Wohnstallhaus eines ehemaligen Bauernhofes                                                                                      | Dresdner Straße 137 (Karte)              | 1870                                                                                | Stattliches zeit- und landschaftstypisches Bauernhaus mit Fachwerk-Obergeschoss in gutem Originalzustand, durch seine Lage und Kubatur das Ortsbild prägend sowie von baugeschichtlicher Bedeutung. Erdgeschoss massiv, verändert, Obergeschoss Fenster in ursprünglicher Größe, Bergetür, insgesamt verkleidet, Krüppelwalmdach, zwei liegende Dachfenster. | 08991014 |
| Direkt Bild zu diesem Denkmal hochladen | Ehemaliges Wohnstallhaus, Schuppen und Scheune                                                                                  | Dresdner Straße 139 (Karte)              | 1. Hälfte 19. Jahrhundert (Bauernhaus); 19. Jahrhundert (Scheune und Schuppen)      | Weitgehend original erhaltener kleiner Bauernhof in traditioneller Bauweise, regionalgeschichtlich und ortsbildprägend von Bedeutung. - Wohnhaus: Erdgeschoss massiv, Türportal erhalten, Garageneinbau im ehem. Stallbereich, Fachwerkobergeschoss, zweirieglig, gezapfte Streben, Krüppelwalmdach mit Dachhecht - Scheune: eingeschossig mit Drempel, Fachwerk verbrettert, Satteldach - Schuppen: eingeschossig, Fachwerk verbrettert, Satteldach | 09305965 |
| Direkt Bild zu diesem Denkmal hochladen | Wohnstallhaus | Dresdner Straße 140 (Karte)              | Um 1800                                                                             | Authentisch erhaltener landschaftstypischer Bau mit Fachwerk-Obergeschoss von baugeschichtlicher sowie ortsbildprägender Bedeutung. Erdgeschoss massiv, Obergeschoss Fachwerk verbrettert, originale Fenstergröße, Stalltür giebelseitig, Bergetür, ein Giebel Fachwerk verbrettert, ein Giebel massiv, Satteldach, denkmalgerecht saniert vor 2014, prägend für das Ortsbild, vermutlich ehemals Gartennahrung. | 08991015 |
| Direkt Bild zu diesem Denkmal hochladen | Häuslerhaus | Dresdner Straße 142 (Karte)              | Bezeichnet mit 1800                                                                 | Zeit- und landschaftstypisches ländliches Wohn- und Wirtschaftsgebäude mit verbrettertem Fachwerk-Obergeschoss in sehr gutem Originalzustand, von baugeschichtlicher und ortsbildprägender Bedeutung. Erdgeschoss massiv, zum Teil Sandsteingewände, Obergeschoss Fachwerk verbrettert, originale Fenstergröße, Giebel Fachwerk verbrettert, Satteldach mit Schieferdeckung, saniert, in Balken eingekerbte Inschriften „J.?.R. a. 1800 G. B. M.G. a. F.“ als Hinweise auf Bauherren Johann Rauer sowie spätere Besitzer Gottlieb Berndt und Gottlob Müller aus Friedebach. | 08991013 |
| Direkt Bild zu diesem Denkmal hochladen | Ehemaliges Häusleranwesen mit Wohnstallhaus und Schuppen                                                                        | Dresdner Straße 153 (Karte)              | Um 1800 (Häusleranwesen); um 1900 (Schuppen)                                        | Weitgehend original erhaltene landschaftstypische Fachwerkbauten von baugeschichtlicher, sozialgeschichtlicher und ortsbildprägender Bedeutung. Erdgeschoss massiv, originale Winterfenster, Obergeschoss zweiriegeliges Fachwerk, Fachwerk-Konstruktion intakt, originale Fenstergröße, originale Fenster, Giebel verbrettert, Satteldach, rückwärtiger Anbau in gleicher Bauweise, im hinteren Bereich des Gartens traditioneller eingeschossiger Holzschuppen mit Verbretterung und Satteldach, vermutlich 19. Jahrhundert, wahrscheinlich handelt es sich bei diesem Grundstück um ein Häusleranwesen oder eine Gartennahrung. | 08991011 |
| Direkt Bild zu diesem Denkmal hochladen | Schulglocke | Dresdner Straße 163 (Karte)              | 1783                                                                                | 1783 von dem Dresdner Glockengießer August Sigismund Weinholdt gegossen, besaß bis zum Abbruch der Friedebacher Schule ihren Platz in einem Dachreiter des Gebäudes, geschichtliche Bedeutung, Seltenheitswert. Die alte Schule von Friedebach erhielt 1783 einen Turm mit Uhr und Glocke. Wie eine Inschrift auf der Schulglocke bezeugt, wurde sie 1783 von dem Dresdner Glockengießer August Sigismund Weinholdt gegossen. Weiterhin werden die Stifter Adam Rudolph von Schönberg (1712-1795), Herr auf Purschenstein, Reichstädt, Maxen, Sayda und Lauterbach sowie George Klopfer als damaliger Erbrichter inschriftlich genannt. Bei dem Neubau der Friedebacher Schule 1874/75 erhielten Uhr und Glocke ihren Platz in einem neuen größeren Dachreiter, der das Gebäude bis zum Abbruch im vergangenen Jahr bekrönte. Aufgrund ihrer Seltenheit besitzt die Friedebacher Schulglocke eine besondere geschichtliche Bedeutung. | 09306763 |
| Direkt Bild zu diesem Denkmal hochladen | Wohnhaus mit Werkstatt (Holzbiegerei R. Wenzel)                                                                                 | Dresdner Straße 185 (Karte)              | Um 1900                                                                             | Ehemalige Stellmacherei und Holzbiegerei R. Wenzel, kleiner traditioneller Handwerksbetrieb aus dem beginnenden 20. Jahrhundert on gutem Originalzustand, von bau- und ortsgeschichtlichem Wert. Wohnhaus zweigeschossiger Putzbau mit weitgehend originaler Fassadengliederung (Wand-Öffnungs-Verhältnisse), einzig zwei Fenster im Obergeschoss wurden erweitert (reversibel), Abschluss durch Krüppelwalmdach, durch Zwischenbau mit zweiflügligem Holztor mit kleinem Werkstattgebäude verbunden, dieses eingeschossig, Putzbau, Abschluss durch Satteldach, Fassadengliederung beider Gebäude durch aufgeputzte Ecklisenen sowie Gurtgesimse (ebenfalls aufgeputzt). Beispiel traditioneller Handwerksbetriebe im Osterzgebirge, wie sie um 1900 weit verbreitet waren und wichtige Arbeitgeber der Region waren. | 09305975 |
| Direkt Bild zu diesem Denkmal hochladen | Zwei Bergkeller | Dresdner Straße 189 (Karte)              | Um 1900                                                                             | Beeindruckendes Zeugnisse für die ländliche Vorratshaltung, regionalgeschichtlich von Bedeutung. Naturstein, teilweise verputzt, oben abgerundet, hölzerne Türen, der eine der Bergkeller gehörte vermutlich ursprünglich zu Hausnummer 91, welche inzwischen abgebrochen wurde. | 08991002 |
| Direkt Bild zu diesem Denkmal hochladen | Scheune | Dresdner Straße 195 (Karte)              | 1903 (Neubau nach Brand)                                                            | Nach Brand des auf dem Grundstück befindlichen Gutes 1903 neu erbaut, zeitweise Nutzung als Feuerwehrhaus der örtlichen Feuerwehr, später Lagergebäude der Gemeinde, weitgehend original erhaltenes Fachwerkgebäude, als Zeugnis ländlichen Bauens nach 1900 von baugeschichtlichem Wert. Erdgeschoss massiv, kleine Segmentbogenfenster, Obergeschoss Giebelseite Sicht-Fachwerk, sonst verbrettert, Giebeldreieck Fachwerk verbrettert, seitliche Toreinfahrt durch Hanglage, Satteldach, historische Fenster, das Bauerngut befand sich um 1903 im Eigentum des Ölmühlenbesitzers Karl Robert Glöß, dessen Gut brannte 1903 vollständig ab, so dass es unbewohnbar wurde, Glöß ließ lediglich die Scheune und einen Schuppen 1903 neu errichten, 1912 ersteigerte die Gemeinde nach dem Tod des Vorbesitzers das Grundstück, schon 1884 befand sich am Vorgängerbau ein Steigerturm der Feuerwehr, 1923 erfolgte der Neubau eines Turmes, der dann nach 1932 mit dem Bau eines neuen Spritzenhauses nicht mehr benötigt wurde und abgebrochen wurde, neben dem Gebäude ließ die Gemeinde neben der Scheune ein Wohnhaus bauen, in dessen Erdgeschoss die Gemeindeverwaltung untergebracht wurde. | 08991001 |
| Direkt Bild zu diesem Denkmal hochladen | Wohnhaus | Dresdner Straße 198 (Karte)              | Um 1910                                                                             | Kleines Wohnhaus mit vielen historischen Details, weitgehend original erhalten, harmonische Zusammenfügung von traditioneller ländlicher Architektur und moderner Formensprache, im Ort singulär, baugeschichtlich von Bedeutung. Eineinhalbgeschossig, Erdgeschoss massiv, originaler Putz, originale Winterfenster, Obergeschoss böhmische Verbretterung, Seitenrisalit mit Segmentbogen-Zwillingsfenstern im Giebelfeld, hervorkragende Balkenköpfe, Oculus, Dreiecksgiebelabschluss, Wetterhäuschen aus Holz, originale Fenster, Winterfenster, Krüppelwalmdach, Schieferdeckung, Sockel: Natursteinquader, Segmentbogenfenster, laut mündlicher Auskunft der letzten Eigentümerin, Frau Elisabeth Köhler aus dem Jahr 2002, wurde das Haus um 1910 vom Maurerpolier Gustav Göhler (ihrem Großvater) erbaut, Bauakten liegen im Kreisarchiv nicht vor, in der Äquidistantenkarte aus dem Jahr 1913 ist das Haus eingezeichnet, damit wurde die Auskunft der letzten Eigentümerin bestätigt. | 08991022 |
| Direkt Bild zu diesem Denkmal hochladen | Straßenbrücke (Schafbrücke) | Freiberger Straße (Karte)                | Vermutlich 18. Jahrhundert                                                          | Landschaftsbildprägende hohe Steinbogenbrücke über den Chemnitzbach, früher einziger Verkehrsweg zwischen Dorfchemnitz und Friedebach, baugeschichtliche und ortshistorische Bedeutung. Einbogige Brücke aus Natursteinmauerwerk, Deckung mit Rest der alten Pflasterung, befindet sich zwischen der Freiberger Straße und dem Bahndamm der ehem. Eisenbahnstrecke Mulda–Sayda, liegt im Verlauf der historischen Saydaer Straße (führte durch den Höllengrund, stellte die einzige Verbindung nach Sayda dar), mit der Anlage der heutigen Freiberger Straße durch das Tal des Chemnitzbaches im Jahr 1878 nur noch geringe Bedeutung, Name vermutlich auf die Nähe der Brücke zu einer Schäferei auf Voigtsdorfer Flur zurückgehend (regelmäßiger Schaftrieb über die Brücke). | 08991092 |
| Direkt Bild zu diesem Denkmal hochladen | Wohnstallhaus und zwei gegenüberliegende Bergkeller                                                                             | Freiberger Straße 6 (Karte)              | 1. Hälfte 19. Jahrhundert (Wohnstallhaus); 19. Jahrhundert (Bergkeller)             | Landschaftstypisches Bauernhaus und Seitengebäude sowie zugehöriger Bergkeller, beide ortsbildprägend sowie von regionalgeschichtlicher Bedeutung. - Wohnstallhaus: Erdgeschoss massiv, zum Teil Sandsteingewände, originale Fenster, zur Straßenseite eingeschossig, andere Seite zweigeschossig (Hanglage), Obergeschoss Fachwerk verbrettert, Giebel Fachwerk verbrettert, originale Fenster, hölzerne Traufe, Satteldach, Dachhecht, im Stallbereich Obergeschoss massiv, zum Teil Schieferdeckung, Scheunenanbau in Holzkonstruktion mit Abort - Seitengebäude: massiver, Putzbau, Drempelgeschoss verbrettert, flaches Satteldach, in den Hang gebaut, über Bergkeller – nur der Bergkeller ist heute noch erhalten - Bergkeller: Bruchsteinmauerwerk, zum Teil Putzreste, Holztür | 08990996 |
| Direkt Bild zu diesem Denkmal hochladen | Mühlentechnik, ehemalige Knochenstampfe (Seitengebäude), Bergkeller und Mühlgraben einer Mühle (Mittelmühle, Kaltofenmühle)     | Freiberger Straße 8 (Karte)              | 1842                                                                                | Wichtige technische Anlagen der ehemaligen Öl- und Getreidemühle sowie Gebäude der Knochenstampfe, von großer orts- und technikgeschichtlicher Bedeutung. - Mühlentechnik: Daumenwelle, Stampfpaare, Keil- und Stempelpresse, Haferquetsche im Obergeschoss, Technik ab 1862, Hochbetrieb der Mühle 1928–1945, Dieselmotor von 1920 (wenn Wasserrad im Winter eingefroren war), Knochenstampfe, die mit Welle und Transmission vom Hauptgebäude angetrieben wurde - Bergkeller: Bruchsteinmauerwerk | 08990995 |
| Direkt Bild zu diesem Denkmal hochladen | Seitengebäude und Scheune eines Dreiseithofes                                                                                   | Freiberger Straße 11 (bei) (Karte)       | Mitte 19. Jahrhundert (Seitengebäude); 2. Hälfte 19. Jahrhundert (Scheune)          | Regionaltypische Wirtschaftsgebäude eines Bauernhofes, auf Grund des sehr guten Originalzustandes, der landschaftstypischen Ausprägung und der dominanten Ortslage baugeschichtlich und ortsbildprägend von Bedeutung. - Seitengebäude: Erdgeschoss massiv, Segmentbogentüren, Obergeschoss zweiriegeliges Fachwerk mit originalen Fenstern, Satteldach mit Schieferdeckung, Feuersirene - Scheune: Erdgeschoss massiv, Obergeschoss einriegeliges Fachwerk, zum Teil verbrettert, hinterer Bereich Holzkonstruktion, Satteldach, zum Teil originale Fenster | 08990989 |
| Direkt Bild zu diesem Denkmal hochladen | Wohnstallhaus mit integriertem Scheunenteil                                                                                     | Freiberger Straße 12 (Karte)             | Anfang 19. Jahrhundert                                                              | Obergeschoss Fachwerk, in seiner Authentizität beeindruckendes zeit- und landschaftstypisches ländliches Wohn- und Wirtschaftsgebäude, baugeschichtlich, sozialgeschichtlich und ortsbildprägend von Bedeutung. Erdgeschoss massiv, originale Fenster, Scheunenteil mit Holztür, Giebel Erdgeschoss verbrettert, Obergeschoss zweiriegeliges Fachwerk, originale Fenster und Winterfenster, über Scheunen- und Stallteil verbrettert mit Bergetür, beide Giebel Fachwerk verbrettert, Satteldach mit rückwärtigem Frackdach. | 08990990 |
| Direkt Bild zu diesem Denkmal hochladen | Wohnstallhaus und Scheune eines Dreiseithofes                                                                                   | Freiberger Straße 22 (Karte)             | Nach 1860, vor 1882                                                                 | Landschaftstypische ländliche Wohn- und Wirtschaftsgebäude in gutem Originalzustand, baugeschichtlich und ortsbildprägend von Bedeutung. - Wohnstallhaus: Erdgeschoss massiv, ein liegendes Fenster, Obergeschoss Fachwerk-Konstruktion verkleidet, originale Fenster, Giebel verkleidet, Krüppelwalmdach mit Dreiviertelschopf - Scheune: Holzkonstruktion, Rolltor, Hocheinfahrt, Satteldach Der gesamte Hof wurde nach 1860 vollständig neu aufgebaut auf dem Grundstück des 1860 abgebrannten Freigutes, vermutlich zwischen 1860 und 1882 neu aufgebaut. | 08991000 |
| Direkt Bild zu diesem Denkmal hochladen | Scheune und Seitengebäude eines Bauernhofes                                                                                     | Freiberger Straße 25 (Karte)             | Um 1800 (Seitengebäude); 1900 (Scheune)                                             | Bauhistorisch von Bedeutung, straßenbildprägend. - Seitengebäude: Erdgeschoss zum Teil massiv, zum Teil verbrettert, Obergeschoss Fachwerk verbrettert, Satteldach, Giebel Fachwerk verbrettert, zum Teil Schieferdeckung, vermutlich ehemals Auszugshaus oder auch Häuslerhaus? - Scheune: Holzkonstruktion, Satteldach, große Toreinfahrt - Wohnstallhaus (ursprünglich als Denkmal ausgewiesen, abgebrochen nach dem 5. September 2001): um 1800, Erdgeschoss massiv, Obergeschoss Fachwerk verbrettert, originale Fenstergröße, Satteldach, Straßenseite massiv und Holzkonstruktion, Zwerchhaus | 08990982 |
| Direkt Bild zu diesem Denkmal hochladen | Wohnhaus (ohne Anbau) und Röhrenbohrerei mit technischer Ausstattung (Röhrenbohrwerk Friedebach, volkstümlich Röhrenbohrhäusel) | Freiberger Straße 26 (Karte)             | 1864                                                                                | Einziges erhaltenes mechanisches Holzröhrenbohrwerk in Europa, damit singulär und von besonderem technikgeschichtlichen Wert, Ensemble dazu bau- und ortsgeschichtlich von Bedeutung | 08990988 |
| Direkt Bild zu diesem Denkmal hochladen | Bauernhaus | Freiberger Straße 27 (Karte)             | Um 1800                                                                             | Ländliches Wohnhaus mit regionaltypisch verbrettertem Fachwerk-Obergeschoss in gutem Originalzustand, baugeschichtlich und ortsbildprägend von Bedeutung. Erdgeschoss: massiv, im Obergeschoss Holzgewände, Giebel Fachwerk zum Teil verbrettert und verschindelt, anderer Giebel verkleidet, Satteldach, zur Straßenseite Zwerchhäuschen verbrettert. | 08990980 |
| Direkt Bild zu diesem Denkmal hochladen | Wohnstallhaus (ohne Anbau) und Scheune eines Zweiseithofes                                                                      | Freiberger Straße 29 (Karte)             | 1928                                                                                | Beispiele des durch die Heimatschutzbewegung beeinflussten ländlichen Bauhandwerks der 1920er Jahre, baugeschichtlich von Bedeutung. - Wohnstallhaus: Erdgeschoss massiv, Obergeschoss zweiriegeliges Fachwerk mit Diagonalstreben, unter den Fenstern sich verbreiternde Ständer (Zierform), originale Fenstergröße, neue Fenster, Giebel Fachwerk sichtbar, Giebeldreieck verbrettert, Satteldach, mit Auflagen saniert - Scheune: Holzkonstruktion, Bergetür, im Giebel originale Fenster, Lastenzug, Satteldach Im Jahr 1928 brannten das Wohnstallhaus, die Scheune sowie das Kellerhaus des kleinen Bauernhofes ab. Bereits im gleichen Jahr erfolgte der Wiederaufbau von Wohnstallhaus und Scheune in traditioneller Mischbauweise mit massiven Erdgeschossen sowie Fachwerkobergeschossen. Es ist anzunehmen, dass die Bauhandwerker sowie der entwerfende Baumeister durch Bauauffassungen des Heimatstils geprägt waren, möglicherweise auch direkte Hinweise zur Ausführung der Bauten durch den Heimatschutz erfolgten. Durch diese den historischen Bautraditionen angepasste Bauweise fügen sich die Bauten harmonisch in das Dorfbild ein. Neben der sich daraus ableitenden baugeschichtlichen und städtebaulichen Bedeutung dokumentieren die Wohn- und Wirtschaftsgebäude zugleich, dass die Landwirtschaft zu diesem Zeitpunkt durchaus noch den gleichen Bedarf an Wohn- und Wirtschaftsräumen hatte, wie beispielsweise das zurückliegende Jahrhundert, so dass sich der Denkmalwert auch aus der regionalgeschichtlichen Bedeutung ableitet. | 08990979 |
| Direkt Bild zu diesem Denkmal hochladen | Wohnstallhaus, Seitengebäude und Scheune eines Dreiseithofes                                                                    | Freiberger Straße 36 (Karte)             | 1864 (Seitengebäude); im Giebel bezeichnet mit 1866 (Wohnstallhaus); 1866 (Scheune) | Stattliche Hofanlage, weitgehend authentisch erhalten, als Beispiel bäuerlicher Wohn- und Lebensweise sowie ländlichen Bauhandwerks von bau- und sozialgeschichtlicher Bedeutung. - Wohnstallhaus: Erdgeschoss massiv, profilierte Segmentbogentürgewände mit Maskendarstellung als Schlussstein, 10 zu 4 Achsen, Obergeschoss: Fachwerk verschindelt, saniert, Giebel Fachwerk verkleidet, Krüppelwalmdach, zum Teil historische Fenster erhalten, nach Vernichtung des Vorgängerbaus durch Blitzschlag 1866 neu erbaut, Wohnstallhaus denkmalgerecht saniert (2014) - Seitengebäude: 1864 neu erbaut, blieb bei Brand erhalten, in Bauzeichnung auch als Scheune bezeichnet, Erdgeschoss Bruchsteinmauerwerk, Putz fehlt, Sandsteingewände, Obergeschoss verbrettert, Giebel verschindelt, Satteldach - Scheune: massiv, Segmentbogentor, Giebel verschindelt, Satteldach, an einem Giebel mit kleinem Schopf, nach Vernichtung des Vorgängerbaus durch Blitzschlag 1866 neu erbaut | 08990986 |
| Direkt Bild zu diesem Denkmal hochladen | Bergkeller | Freiberger Straße 38 (bei) (Karte)       | 19. Jahrhundert                                                                     | Als Zeugnis ländlicher Vorratslagerung von regionalgeschichtlichem Wert Natursteinmauerwerk, innenliegende Holztür | 08990985 |
| Direkt Bild zu diesem Denkmal hochladen | Scheune | Freiberger Straße 38 (gegenüber) (Karte) | 1950                                                                                | Für die obere Erzgebirgsregion charakteristische kleine verbretterte Scheune, authentisch erhalten, regionalgeschichtlich und ortsbildprägend von Bedeutung. Teils massiv, zweigeschossig mit Drempel, Holzkonstruktion, obere gerade abschließende Toreinfahrt, Satteldach, ein Giebel verkleidet. | 08990983 |
| Direkt Bild zu diesem Denkmal hochladen | Bergkeller | Freiberger Straße 38 (neben) (Karte)     | 19. Jahrhundert                                                                     | Als landschaftstypisches Zeugnis ländlicher Nahrungslagerung von regionalgeschichtlichem Wert. Natursteinmauerwerk, Holztür mit Segmentbogen. | 08990984 |
| Direkt Bild zu diesem Denkmal hochladen | Scheune | Freiberger Straße 44 (gegenüber) (Karte) | Bezeichnet mit 1851                                                                 | Kleine orts- und landschaftstypische verbretterte Holzscheune von regionalgeschichtlicher und ortsbildprägender Bedeutung. - Scheune: eingeschossiger verbretterter Fachwerkbau, Satteldach, in Wetterfahne datiert 1945 (?), 1851 erbaut – Inschrift an Deckenbalken „1851“, „GTJ“ für Gottlieb Traugott Jeheber als Bauherren und „GTN“ für den Baumeister Gottlob Traugott Neubert - Wohnstallhaus (vor 2014 abgebrochen): Erdgeschoss massiv, Fenster leicht vergrößert, Stallbereich, Obergeschoss Fachwerk verbrettert, originale Fenstergröße, Holzgewände, historische Fenster, Giebel Fachwerk verbrettert, Satteldach, rückwärtig Abortanbau | 08990978 |
| Direkt Bild zu diesem Denkmal hochladen | Bauernhaus | Kreuztannenstraße 3 (Karte)              | 18. Jahrhundert                                                                     | Zeit- und landschaftstypisches ländliches Wohn- und Wirtschaftsgebäude in Mischbauweise (Fachwerk/Bruchstein), bau- und sozialgeschichtlich von Bedeutung. Erdgeschoss massiv, eine Fenstereinfassung mit Holz, die anderen Naturstein, teils Winterfenster mit Sprossenteilung erhalten, Obergeschoss Fachwerk verkleidet, sehr kleine nahe der Traufe angeordnete Fensteröffnungen vermutlich in originaler Größe, Giebel leicht vorkragend, verkleidet, Satteldach, Haus langjährig leerstehend, schlechter Erhaltungszustand (2014). | 08991006 |
| Direkt Bild zu diesem Denkmal hochladen | Transformatorenhäuschen | Kreuztannenstraße 5 (gegenüber) (Karte)  | 1938                                                                                | Als Zeugnis für die Elektrifizierung des Ortes von regionalgeschichtlicher Bedeutung. Quadratischer Grundriss, darauf turmartiger Aufbau, unterer Bereich massiv, Beschreibung entsprechend Bauantrag: Betonfundament und Betonfußboden, Sockelmauerwerk 45 cm dick, ansonsten 26 cm stark, Außenverkleidung Sockel Edelputz, ansonsten Bretterverschalung mit braunem Schutzanstrich, Holzzeltdach, Tür gepresste Stahltür, Fenster Drahtglas. | 08991007 |
| Direkt Bild zu diesem Denkmal hochladen | Ehemalige Getreidemühle mit winkligem Wohnhaus und Schuppen (Obermühle, Schlesiermühle)                                         | Mühlenweg 1 (Karte)                      | Vermutlich vor 1618                                                                 | Gut erhaltener Mühlenkomplex im Dorfzentrum, wohl zur ältesten Bebauung des Ortes gehörend, von großer ortshistorischer Bedeutung. - Mühlengebäude: eventuell vor dem Dreißigjährigen Krieg erbaut, zweigeschossiger massiver Putzbau, Winkelbau, Erdgeschossfenster verändert, teils 1,20 m dicke Wände (Hinweis auf vermutete Bauzeit vor dem Dreißigjährigen Krieg), ein Giebel Fachwerk verbrettert – leicht vorkragend, ein Giebel verkleidet, steiles geschweiftes Satteldach, am seitlichen Anbau ursprünglich Hebekran, heute keine technische Ausstattung mehr - Scheune: Holzkonstruktion, Satteldach, originale Fenster, 1939 durch damaligen Eigentümer Paul Albin Schlesier erbaut, durch LPG Erhöhung der Scheune - Schuppen: eingeschossig, Fachwerkbau mit Holzverschalung, Satteldach, heute Garage - Mühlengeschichte: erste urkundliche Erwähnung der Mühle 1707 (Kaufvertrag: Herr George Bräuer aus Deutschneudorf kaufte die Mahlmühle mit einem Gang samt vorhandenem Mühlengerät von Wolf Rudolph von Schönberg auf Purschenstein und Sayda), bis 1954 auch in Mühle Mehl gemahlen, dann Futtermittelherstellung, von 1960 bis 1988 betrieben durch LPG „Heimaterde“, 1968 Demontage Wasserrad, danach Betrieb durch Elektromotor, der am Mühlengebäude befindliche Aufzug wurde durch die LPG in den massiv ausgebauten Anbau verlegt, völlige Einstellung Mühlenbetrieb 1996 | 08991010 |
| Direkt Bild zu diesem Denkmal hochladen | Denkmal für die Gefallenen des Ersten Weltkrieges                                                                               | Oberer Seitenweg (Karte)                 | 1922 geweiht                                                                        | Aus drei Porphyr-Stelen bestehende Denkmalanlage, beiderseits Steine mit Namen der im Ersten Weltkrieg gefallenen Einwohner von Friedebach, ortsgeschichtlich von Bedeutung. Drei grob behauene Porphyrsteine (Rochlitzer Porphyrtuff), die zwei seitlichen ca. 1,80 m hoch, der mittige ca. 2,50 m hoch (die seitlichen mit Namen der Gefallenen) sowie liegendes Kreuz und Palmenwedel, der mittige Stein mit Inschrift „Den tapferen Helden zum Ehrenden Gedenken 1914/18“, daneben reliefartig aus Porphyr herausgearbeiteter trauernder Engel mit einer Rose in der Hand. | 08991009 |
| Direkt Bild zu diesem Denkmal hochladen | Häusleranwesen | Unterer Seitenweg 5 (Karte)              | Vermutlich 18. Jahrhundert (eventuell auch teilweise älter)                         | Wohnstallhaus mit Scheunenteil und verschiedenen Anbauten, beeindruckend durch seinen authentischen Bestand, zeit- und landschaftstypisch, von baugeschichtlicher und ortsbildprägender Bedeutung. Erdgeschoss massiv – eventuell unterfahren, Obergeschoss Wohnbereich – zweiriegeliges Fachwerk, Giebel verbrettert mit sehr kleinen Fenstern unmittelbar unter dem Traufbereich – hier eventuell ältere Fachwerkkonstruktion aus dem 17. Jahrhundert, über dem Stall Fachwerk massiv ersetzt, Scheunenteil Fachwerkkonstruktion mit Verbretterung sowie zwei Bergetüren, Toreinfahrt, historische Fenstergestaltung, geschweiftes Satteldach, teils Frackdach, Giebeldreieck vorkragend – Fachwerk verbrettert, Fensterläden, alle Anbauten gehören zum Denkmal dazu, weiterhin Hühnertreppe, sehr guter Originalzustand. | 08990998 |
| Direkt Bild zu diesem Denkmal hochladen | Wohnstallhaus | Unterer Seitenweg 11 (Karte)             | Wohl Ende 18. Jahrhundert                                                           | Stattliches Fachwerkgebäude in zeit- und landschaftstypischer Ausprägung, baugeschichtlich und ortsbildprägend von Bedeutung. Erdgeschoss massiv, Obergeschoss zweiriegeliges Fachwerk, historische Fenster, Giebel Fachwerk zum Teil verbrettert, vier zu neun Achsen, Satteldach, leerstehend und schlechter Bauzustand (2014). | 08990999 |

## Ullersdorf
| Bild                                    | Bezeichnung | Lage                                                                                       | Datierung                                                                             | Beschreibung | ID       |
| --------------------------------------- | --- | ------------------------------------------------------------------------------------------ | ------------------------------------------------------------------------------------- | --- | -------- |
| Weitere Bilder                          | Sachgesamtheitsbestandteil der Sachgesamtheit Revierwasserlaufanstalt im Ortsteil Ullersdorf mit Einzeldenkmalen | (Flurstücke 45, 209/1, 209/3, 209/5, 216, 223/2, 225/1, 225/2, 228, 229, 235, 286) (Karte) | 16.–18. Jahrhundert                                                                   | Sachgesamtheitsbestandteil der Revierwasserlaufanstalt im Ortsteil Ullersdorf mit den Einzeldenkmalen: Mortelbacher Rösche und Dittmannsdorfer Teich; landschaftsbildprägende Bestandteile eines umfangreichen Systems der bergmännischen Wasserwirtschaft zur Versorgung des Freiberger Bergbaus mit Aufschlagwasser, bergbau- und ortsgeschichtlich von besonderer Bedeutung, seit 2019 zugehörig zur Kernzone des UNESCO-Welterbes Montanregion Erzgebirge/Krušnohoří | 09304806 |
| Weitere Bilder                          | Mortelbacher Rösche und Dittmannsdorfer Kunstteich (Einzeldenkmale der Sachgesamtheit 09304806)                  | (Flurstücke 45, 209/1, 209/3, 209/5, 216, 223/2, 225/1, 225/2, 228, 229, 235, 286) (Karte) | 1824–1825 (Dittmannsdorfer Teich); 1827–1859 (Mortelbacher Rösche)                    | Einzeldenkmale der Sachgesamtheit Revierwasserlaufanstalt; künstlich angelegte ober- und untertägige Wasserleitung zwischen dem Mortelgrunder Kunstgraben auf Saydaer Flur im Stadtgebiet von Sayda und dem Dittmannsdorfer Teich auf Ullersdorfer Flur im Stadtgebiet von Sayda bzw. auf Dittmannsdorfer Flur im Gemeindegebiet Pfaffrodas, ortsbildprägende Bestandteile eines umfangreichen Systems der bergmännischen Wasserwirtschaft zur Versorgung des Freiberger Bergbaus mit Aufschlagwasser, bergbau- und ortsgeschichtlich von Bedeutung, seit 2019 zugehörig zur Kernzone des UNESCO-Welterbes Montanregion Erzgebirge/Krušnohoři. Bestandteile der Oberen Wasserversorgung der Revierwasserlaufanstalt (RWA): - Mortelbacher Rösche (aufgefahren 1827–1859), mit 2.950 m Länge die längste Rösche der RWA, Einspeisung in den Dittmannsdorfer Teich auf Dittmannsdorfer Flur im Gemeindegebiet Pfaffrodas, Teilstück auf Ullersdorfer Flur – weitere Teilstücke der Rösche auf Saydaer Flur im Stadtgebiet von Sayda (vgl. Objekt 08991094) sowie auf Dittmannsdorfer Flur im Gemeindegebiet von Pfaffroda - Dittmannsdorfer Teich (erbaut 1824/25), Kunstteich/Speicherteich, lediglich Teilbereich auf Ullersdorfer Flur – Westseite des Kunstteiches auf dem Gemeindegebiet Pfaffroda liegend | 08991093 |
| Direkt Bild zu diesem Denkmal hochladen | Wohnstallhaus und zwei Scheunen eines Dreiseithofes                                                              | Chemnitzer Straße 1 (Karte)                                                                | 1880 Wiederaufbau nach Brand (Wohnstallhaus); 1880 (Scheune); 1907 (südliche Scheune) | In seiner Struktur erhaltener Dreiseithof in landschaftsprägender Lage, baugeschichtlich von Bedeutung. - Wohnstallhaus: 1880 nach Brand des Vorgängerbaus neu erbaut, Erdgeschoss massiv, Sandsteingewände, Obergeschoss zweiriegeliges Fachwerk, Diagonalstreben, Satteldach, zum Teil Schieferdeckung, zum Teil alte Fenster, Giebelseite verkleidet - im rechten Winkel Scheunenanbau: 1880 nach Brand des Hofes neu erbaut, Fachwerkkonstruktion verbrettert, Hocheinfahrt, Satteldach - südliche Scheune: 1907 als Scheune mit Brechstube zum Hanfbrechen im Erdgeschoss errichtet, 1½-geschossig, zum Teil Fachwerk, Bergetür im Giebel, Giebelfeld oben verkleidet, Satteldach, Schieferdeckung Die erste bekannte urkundliche Erwähnung des Bauerngutes ist eine Verkaufsurkunde vom 31. Juli 1700, die Eigentümer sind bis 1835 und ab 1908 bekannt, die Bauherrschaft der heute vorhandenen Wohn- und Wirtschaftsgebäude muss noch ermittelt werden. | 08990951 |
| Direkt Bild zu diesem Denkmal hochladen | Ehemaliger Gasthof Pilsdorf bzw. Wohnstallhaus eines Vierseithofes                                               | Chemnitzer Straße 2 (Karte)                                                                | 2. Hälfte 19. Jahrhundert                                                             | Letztes erhaltenes Gebäude eines ursprünglich das Landschaftsbild über Jahrhunderte prägenden Bauernhofes, zeit- und landschaftstypischer Fachwerkbau aus dem 19. Jahrhundert in gutem Originalzustand, regionalgeschichtlich von Bedeutung. - Wohnstallhaus: Erdgeschoss massiv, Sandsteingewände, ein Kreuzstockfenster, Winterfenster, Obergeschoss mit zweiriegeligem Fachwerk, Eckstreben, Krüppelwalmdach, Rückseite verbrettert, Giebel verkleidet, Gasthof hatte ursprünglich auch einen Saal im Obergeschoss, offensichtlich wurde der Stall erst später in das Wohnstallhaus eingebaut, wie Postkarten um 1860 belegen, an dieses Haus schloss die „Alte Schenke“ an, ein eingeschossiger Putzbau, der in seiner Gestaltung an Chausseehäuser bzw. Geldeinnahmestellen erinnert, dieser Bau existiert nicht mehr - abgebrochene Seitengebäude: - Scheune: Fachwerk mit Ziegeln ausgesetzt, und Reste von alten Fenstern, Satteldach - Scheune: Holzkonstruktion, verbrettert, Teile im Erdgeschoss massiv, Lamellenfenster, Satteldach, Schieferdeckung - Seitengebäude: zweigeschossig, zum Teil massiv, zum Teil Fachwerk, alte Fenster, Giebel verbrettert, Satteldach, zum Teil eingestürzt, ruinös | 08990950 |
| Direkt Bild zu diesem Denkmal hochladen | Bauernhaus, Scheune und Einfriedung                                                                              | Chemnitzer Straße 7 (Karte)                                                                | Um 1830 (Bauernhaus); um 1900 (Scheune)                                               | Zweiseithof mit Fachwerkgebäuden, Wohnhaus mit aufwendiger Giebelverkleidung, exponierte Lage, regionalgeschichtlich und landschaftsprägend von Bedeutung. - Wohnhaus: Erdgeschoss massiv, liegende Fenster, Obergeschoss Fachwerk, zweiriegelig, Eckstreben, Giebel Straßenseite mit mehrfarbiger ornamentaler Verkleidung, zum Teil Fenster mit Sprossung, rückwärtig massiver Anbau, Krüppelwalmdach - Scheune: teils Fachwerk, teils massiv, Drempelzone verbrettert, Lamellenfenster, Satteldach - landschaftstypischer Lattenzaun (Nebenanlage) | 08991090 |
| Direkt Bild zu diesem Denkmal hochladen | Transformatorenturm                                                                                              | Dorfstraße 1 (bei) (Karte)                                                                 | 1920er Jahre                                                                          | Schlichter verbretterter Fachwerkturm, weitgehend authentisch erhalten, technikgeschichtliche Bedeutung. Klinkersockel, zweigeschossiger verbretterter turmartiger Aufbau, Satteldach, großer Typenbau aus den 1920er Jahren. | 08990960 |
| Direkt Bild zu diesem Denkmal hochladen | Bauernhaus | Dorfstraße 3 (Karte)                                                                       | Um 1800                                                                               | Regionaltypisches Wohnstallhaus mit Fachwerk-Obergeschoss in gutem Originalzustand, baugeschichtlich von Bedeutung. Erdgeschoss massiv, Obergeschoss mit zweiriegeligem Fachwerk, Diagonalstreben, eine Giebelseite verputzt, Giebel darüber verbrettert, zweite Giebelseite verbrettert, Satteldach. | 08990961 |
| Direkt Bild zu diesem Denkmal hochladen | Wohnstallhaus eines ehemaligen Vierseithofes                                                                     | Dorfstraße 6 (Karte)                                                                       | Um 1800                                                                               | Stattliches Bauernhaus mit intakter Fachwerk-Konstruktion im Obergeschoss, maßgeblich das Ortsbild prägend, baugeschichtlich von Bedeutung. Erdgeschoss massiv, geglättet, Obergeschoss zweiriegeliges Fachwerk mit Streben, Giebelseite massiv, Giebel verkleidet, Satteldach, denkmalgerecht saniert vor 2014. | 08990962 |
| Direkt Bild zu diesem Denkmal hochladen | Ehemalige Schule, heute Wohnhaus                                                                                 | Dorfstraße 12 (Karte)                                                                      | 1873–1874                                                                             | Zeittypischer Putzbau mit Mittelrisalit und charakteristischen Gestaltungselementen von bau- und ortsgeschichtlicher Bedeutung. Zweigeschossig, massiv, Erdgeschoss-Fenster mit Segmentbogen (Sandstein), Fenster mit Sprossung erneuert, zwei alte Türen, zurückgesetzter Haupteingang mit Segmentbogen, Gurtgesimse, Ecklisenen, Obergeschoss-Fenster mit geraden Verdachungen, im Risalit Zwillings-Rundbogenfenster, in Giebel Zwillingsfenster und seitliche Oculi, Satteldach, in Schule befand sich ein Klassenraum für alle Schüler sowie die Lehrerwohnung. | 08990963 |
|                                         | Kriegerdenkmal für die Gefallenen des Ersten Weltkrieges                                                         | Dorfstraße 12 (neben) (Karte)                                                              | 1922 geweiht                                                                          | Schlichte Stele mit auskragendem Aufsatz mit pyramidalem Abschluss mit Kreuz und Inschrift, ortshistorisch von Bedeutung. Auf einem Sockel schlichte Stele mit auskragendem Aufsatz mit pyramidalem Abschluss mit Kreuz, Inschrift „Unseren Helden von 1914 – 1918“, darunter Namensliste, ringsum Blumenbeet, Einfriedung mit Lattenzaun. | 08990964 |
| Direkt Bild zu diesem Denkmal hochladen | Wohnhaus in offener Bebauung                                                                                     | Dorfstraße 17 (Karte)                                                                      | 2. Hälfte 19. Jahrhundert                                                             | Schlichtes, für das obere Erzgebirge typisches ländliches Wohnhaus, Putzbau mit sparsamer Gliederung und zentralem Dacherker von regionalgeschichtlichem Wert. Eingeschossig, massiv, Sandsteingewände, Eingang mit Segmentbogen, zentraler Dacherker mit zwei eng stehenden Fenstern und Oculus, profilierte Traufe, Satteldach, rückwärtig verschiedene Anbauten ohne Denkmalwert. 1904 eindeutig vorhanden gewesen, vergleichbare katenähnliche Wohnhäuser im Dorf wurden 1877 erbaut, hieraus lässt sich eine annähernd gleiche Bauzeit des Wohnhauses ableiten. | 08990977 |
| Direkt Bild zu diesem Denkmal hochladen | Häuslerhaus | Dorfstraße 27 (Karte)                                                                      | 2. Hälfte 18. Jahrhundert, vor 1786                                                   | Weitgehend im ursprünglichen Aussehen erhaltenes Häusleranwesen von sozial- und baugeschichtlichem Wert. - Wohnstallhaus: Erdgeschoss massiv, kräftige Sohlbänke, neu verputzt, Obergeschoss zweiriegeliges Fachwerk, Bergetür, Giebel verbrettert, Satteldach, Schieferdeckung, durch anbauten an der abgewandten Traufseite Frackdach - Scheune: Fachwerkkonstruktion, verbrettert, alte Fenster, Satteldach, Schieferdeckung, Dacherker mit Bergetür Bauten eventuell nach 1786 erneuert, aber keine Bauakten, im Meilenblatt von 1786 sind beide Gebäude in ihrer heutigen Lage eingezeichnet, so dass man von einer Bauzeit beider Gebäude vor oder um 1786 ausgehen kann. | 08990957 |
| Direkt Bild zu diesem Denkmal hochladen | Wohnhaus (Herklotz-Haus)                                                                                         | Dorfstraße 28 (Karte)                                                                      | 1911 Wiederaufbau nach Brand                                                          | Putzbau mit Anklängen an den Schweizer Stil, geprägt durch Bauauffassungen des beginnenden 20. Jahrhunderts, baugeschichtlich und landschaftsprägend von Bedeutung. Vermutlich 1877 im Auftrag von Carl Herklotz neu erbaut. 1880 existierte das Haus bereits, wie aus der Äquidistantenkarte aus dem Jahr 1880 ersichtlich wird. In der Türschwelle des Hauses befinden sich die Jahreszahl 1907 sowie die Initialen „O. H.“ für Herklotz. Vermutlich wurde durch die Jahreszahl ein Umbau bzw. Besitzerwechsel dokumentiert. Belegt ist, dass das Haus am 6. Juli 1910 durch Frau Johanna Gottliebe verw. Herklotz geb. Schmieder erworben wurde. Am 9. September 1911 zerstörte ein Brand das Haus. Johanna Herklotz reichte bereits am 23. September des gleichen Jahres einen Bauantrag zum Wiederaufbau ein. Das Gebäude wurde beim Brand vermutlich vollständig zerstört und anschließend neu erbaut, wie die vorhandene Bauzeichnung belegt. Bis 1920 befand sich eine Viehhandlung im Haus. Der zweigeschossige Putzbau ist ein typisches Beispiel ländlichen Bauens um 1911. Größere Veränderungen erfolgten offensichtlich nach 1911 nicht mehr. Wesentliche Gestaltungselemente des Hauses bilden der Graupelputz, kräftige Sohlbänke, Fenster mit Sprossung, Putzbänder und die Verbretterung einer Giebelseite. Die Drempelzone und das Giebelfeld erhielten eine Zierverbretterung. Abgeschlossen wird das Haus durch ein flaches Satteldach mit Dachüberstand. Durch die isolierte Lage prägt das Haus das Ortsbild und die Landschaft. Durch seine Authentizität dokumentiert das Gebäude eindrucksvoll das ländliche Bauhandwerk des beginnenden 20. Jahrhunderts, woraus sich die baugeschichtliche Bedeutung des Hauses ableitet. | 08990956 |
| Direkt Bild zu diesem Denkmal hochladen | Wohnstallhaus und Seitengebäude eines Dreiseithofes                                                              | Dorfstraße 29 (Karte)                                                                      | Um 1870 (Wohnstallhaus); 2. Hälfte 19. Jahrhundert (Kumthalle)                        | Stattliches Wohnstallhaus mit Putzgliederung und Seitengebäude mit dreibogiger Kumthalle eines ehemaligen Vierseithofes, regionalgeschichtlich von Bedeutung. - Wohnstallhaus: zweigeschossig mit Drempel, Sandsteingewände, Kastenfenster, Putzgliederung, im Drempel Zierrosetten, Satteldach, Schieferdeckung, im Giebel Segmentbogenfenster, in der Spitze Zwillingsfenster und Oculus - Seitengebäude: zweigeschossig, Erdgeschoss massiv, zum Teil verändert, zentrale Kumthalle, Obergeschoss verbrettert (später neu aufgesetzt), Satteldach | 08990955 |
| Direkt Bild zu diesem Denkmal hochladen | Häusleranwesen mit Wohnhaus und Scheune                                                                          | Dorfstraße 30 (Karte)                                                                      | 2. Hälfte 18. Jahrhundert (Häusleranwesen); Mitte 19. Jahrhundert (Scheune)           | Ländliche Wohn- und Wirtschaftsgebäude in zeit- und landschaftstypischer Gestaltung in gutem Originalzustand, baugeschichtlich und ortsbildprägend von Bedeutung. - Wohnstallhaus: Erdgeschoss massiv, Obergeschoss mit einriegeligem Fachwerk, Diagonalstreben, Giebelseiten verbrettert, im Giebel alte Fenster, Satteldach, Schieferdeckung. - Scheune: Fachwerkkonstruktion, verbrettert, alte Fenster, Bergetür am Giebel, Satteldach | 08990954 |
| Direkt Bild zu diesem Denkmal hochladen | Wohnstallhaus eines ehemaligen Vierseithofes                                                                     | Dorfstraße 32 (Karte)                                                                      | Ende 18. Jahrhundert                                                                  | Stattliches das Landschaftsbild maßgeblich prägendes Fachwerkgebäude in gutem Originalzustand von regionalgeschichtlicher und ortsbildprägender Bedeutung. Erdgeschoss massiv, Obergeschoss zweiriegeliges Fachwerk, Diagonalstreben, alte Fenster, Giebelseite massiv, Giebel verkleidet, Satteldach. | 08990953 |
| Direkt Bild zu diesem Denkmal hochladen | Wohnhaus | Dorfstraße 34 (Karte)                                                                      | 1909                                                                                  | Landschafts- und zeittypisches ländliches Wohnhaus des 19. Jahrhunderts in originalem Erscheinungsbild, baugeschichtlich von Bedeutung. Zweigeschossig, massiv, Wetterhäuschen, kräftige Sohlbänke, Winterfenster, Giebel verkleidet, Krüppelwalmdach, zentrales Dachhäuschen, 2014 leerstehend aber weitgehend original erhalten, Die Bauzeit des Hauses ist nicht überliefert, aus dem Sächsischen Meilenblatt aus dem Jahr 1786 kann man entnehmen, dass am gleichen Standort bereits ein Haus gestanden haben muss. Ob im 19. Jahrhundert ein grundlegender Umbau bzw. Neubau des Hauses erfolgte, ist urkundlich nicht belegt. Urkundlich belegt ist ein Bauantrag zum Umbau des Wohnhauses im Jahr 1909. Beide vorliegenden Entwürfe in den Bauakten sind jedoch nicht identisch mit dem heute noch bestehenden Gebäude. Es ist zu vermuten, dass der Vorgängerbau vollständig oder weitgehend abgebrochen wurde (eventuell unter Erhalt der Erdgeschossmauern) und 1909 das heute existierende Haus errichtet wurde. Dabei wurden Elemente des Entwurfs des Sächsischen Heimatschutzes, wie beispielsweise das Krüppelwalmdach sowie die Fensteranordnung übernommen. Das heutige Gebäude ist ein typisches Beispiel der ländlichen Baumeisterarchitektur der Zeit um 1900 und somit von baugeschichtlichem Wert. | 08990952 |
| Direkt Bild zu diesem Denkmal hochladen | Ehemaliges Stadtgut, später Forsthaus, heute Ferieneinrichtung                                                   | Forstweg 1 (Karte)                                                                         | 1852/1853                                                                             | Repräsentativer symmetrisch angelegter mehrgliedriger Bau von ortsgeschichtlicher und landschaftsprägender Bedeutung. Mittelteil dreigeschossig, Segmentbogenfenster, Zeltdach, eingeschossige Seitenflügel, teils verbrettert, Satteldach, zum Teil mit Schieferdeckung, verschiedene Dachgaupen als Dachhäuschen bzw. Schleppgaupen, eine Fledermausgaupe. Ursprünglich wahrscheinlich Vorwerk vom Schloss Sayda.1678 wohnte hier der Kurfürstliche Oberförster Israel Richter auf Schönheide und Falkenberg. Ab 1690 nicht mehr Wohnsitz eines Oberförsters. 1767 als Freigut bezeichnet. Dann Nutzung als Stadtgut der Stadt Sayda. Im Oktober 1851 bis auf die Grundmauern abgebrannt. 1852/53 durch die Stadt Sayda neu errichtet. Im Stadtarchiv liegt ein Kaufvertrag vom 12. Oktober 1904, der den Verkauf des Gebäudekomplexes von der Stadt Sayda an den Königlich-Sächsischen Staatsfiskus beurkundet. Im Gebäudekomplex wurde die Staatsforstrevierverwaltung untergebracht. Bis 1984 forstliche Nutzung. Weiterhin Nutzung als Umsiedlerlager und Ferieneinrichtung. | 08990949 |
| Direkt Bild zu diesem Denkmal hochladen | Wohnstallhaus | Olbernhauer Straße 1 (Karte)                                                               | Um 1800                                                                               | Regionaltypisches Bauernhaus mit Fachwerk-Obergeschoss in weitgehender authentischer Überlieferung, baugeschichtlich von Bedeutung. Erdgeschoss massiv, geglättet, Obergeschoss zweiriegeliges Fachwerk mit Diagonalstreben, Rückseite verbrettert, Fenster nach oben hin vergrößert, im Giebel Fenster mit originaler Sprossung, Satteldach, 1690 wüst liegend, in Kaufurkunde wurde der neue Eigentümer zum Bau von Haus und Scheune verpflichtet, als „4.pferdiges Gut“ verkauft. 1750 als Hufen Gut mit Ölmühle beschrieben. Auch 1821 gehörte zum Grundstück die Ölmühle. Ob es sich bei dem heute bestehenden Wohnstallhaus um die in den Kaufverträgen gehandelte Ölmühle gehandelt hat oder damit ein anderes Gebäude gemeint ist, ist ohne gründlichere Recherchen nicht zu ermitteln. Nach der Konstruktion des Hauses zu urteilen, wird dieses um 1800 erbaut worden sein. | 08990972 |
| Direkt Bild zu diesem Denkmal hochladen | Wohnstallhaus und Scheune eines Zweiseithofes                                                                    | Olbernhauer Straße 2 (Karte)                                                               | 1. Hälfte 19. Jahrhundert (Wohnstallhaus); 2. Hälfte 19. Jahrhundert (Scheune)        | In seiner Struktur erhaltener Zweiseithof mit regionaltypischen Fachwerkbauten, baugeschichtlich und ortsbildprägend von Bedeutung. - Wohnstallhaus: Erdgeschoss massiv, geglättet, zum Teil verändert, Obergeschoss mit zweiriegeligem Fachwerk, Eckstreben, bis auf eine Traufseite alle verkleidet, Satteldach - Scheune: Sockelgeschoss massiv, Holzkonstruktion verbrettert, Satteldach | 08990968 |
| Direkt Bild zu diesem Denkmal hochladen | Seitengebäude (mit Kumthalle) und Scheune eines ehemaligen Vierseithofes                                         | Olbernhauer Straße 3 (Karte)                                                               | Nach 1900                                                                             | Weitgehend im ursprünglichen Aussehen erhaltene Seitengebäude, der Stall mit dreibogiger Kumthalle, baugeschichtlich und ortsbildprägend von Bedeutung. - Stall: zweigeschossig, zentrale Kumthalle, Obergeschoss mit Segmentbogenfenster mit Lamellen, Satteldach, Rückseite Obergeschoss verbrettert - Scheune: 1½-geschossig, massiv, tiefliegendes Tor mit Segmentbogen, Haupttore mit Gleitrollen, Obergeschoss mit Segmentbogenfenstern mit Lamellen, Giebel verkleidet, Satteldach, Torpfeiler, abgetreppter Abschluss aus Ziegeln mit aufgesetzter Kugel | 08990971 |
| Direkt Bild zu diesem Denkmal hochladen | Häusleranwesen mit Scheunenanbauten                                                                              | Olbernhauer Straße 5 (Karte)                                                               | 2. Hälfte 19. Jahrhundert (Häusleranwesen); um 1900 (Scheune)                         | Das Ortsbild prägende Fachwerkbauten in gutem Originalzustand von regionalgeschichtlichem Wert. Erdgeschoss massiv, geglättet, Obergeschoss Fachwerk, verkleidet, Satteldach (vermutlich Dachstuhl erneuert), rückwärtiger Anbau, angebauter Wirtschaftsteil aus zwei leicht versetzten Baukörpern bestehend, überwiegend Holzkonstruktion, verbrettert, zum Teil alte Fenster, Satteldach mit durchgehender Firsthöhe. | 08990970 |
| Direkt Bild zu diesem Denkmal hochladen | Ehemalige Feldscheune                                                                                            | Olbernhauer Straße 6a (Karte)                                                              | 19. Jahrhundert                                                                       | Zum Ferienhaus umgebaute Feldscheune, eventuell ursprünglich zur benachbarten Ölmühle gehörend, regionalgeschichtlich bedeutsam. Hoher Bruchsteinsockel, eingeschossig mit Drempel, Fachwerk verbrettert, Satteldach, südwestlich der ehemaligen Ölmühle gelegen und eventuell zu dieser ursprünglich gehörend, heute Ferienhaus, Ferienwohnung mit Wintergarten eingebaut, Erscheinungsbild blieb erhalten, Fenster mit Sprossenteilung bauzeitlich, im Giebel neue Fenster wie historische Vorbild, für die Landschaft und das 19. Jahrhundert charakteristische Feldscheune in gutem Originalzustand, prägend für Ortsbild, Zeugnis ländlichen Bauhandwerks und Wirtschaftens. | 09306005 |
| Direkt Bild zu diesem Denkmal hochladen | Wohnstallhaus und Scheune eines ehemaligen Dreiseithofes                                                         | Olbernhauer Straße 7 (Karte)                                                               | Um 1800                                                                               | Zeit- und landschaftstypische bäuerliche Wohn- und Wirtschaftsgebäude in Fachwerkbauweise, weitgehend original erhalten, regionalgeschichtlich und ortsbildprägend von Bedeutung. - Wohnstallhaus: Erdgeschoss massiv, profilierte Steingewände mit kräftigen Sohlbänken, Obergeschoss mit zweiriegeligem Fachwerk, Eckstreben, eine Giebelseite massiv, eine verkleidet, Satteldach, Schieferdeckung - Scheune: Holzkonstruktion, verbrettert, Schiebetor auf Gleitrollen, Satteldach, Sanierung vor 2014: Dachliegefenster aus Kunststoff, Fachwerk aufgebrettert | 08990969 |
| Direkt Bild zu diesem Denkmal hochladen | Ehemaliges Häusleranwesen                                                                                        | Olbernhauer Straße 8 (Karte)                                                               | 2. Hälfte 19. Jahrhundert                                                             | Wohnstallhaus mit intaktem Wand-Öffnungs-Verhältnis, ortsbildprägend und baugeschichtlich von Wert. Zweigeschossig, massiv, Giebel verkleidet, Satteldach, Rückseite Obergeschoss Fachwerk verbrettert, Anbau mit Obergeschoss Fachwerk verbrettert. | 08990966 |
| Direkt Bild zu diesem Denkmal hochladen | Wohnstallhaus und Scheune eines Dreiseithofes                                                                    | Olbernhauer Straße 10 (Karte)                                                              | Um 1850 (Wohnstallhaus); 2. Hälfte 19. Jahrhundert (Scheune)                          | Zeit- und landschaftstypische bäuerliche Wohn- und Wirtschaftsgebäude, durch dominante Hanglage das Ortsbild prägend, denkmalgerecht saniert, regionalgeschichtlich und ortsbildprägend von Bedeutung. - Wohnstallhaus: Erdgeschoss massiv, Fenster mit Sprossung erneuert, Obergeschoss zweiriegeliges Fachwerk mit Eckstreben, Giebelseite verkleidet, Giebel verschiefert, Satteldach, über dem Wohnteil mit Schieferdeckung, Bergetür - Scheune: zweigeschossig, unterer Teil zum Teil massiv, verbrettert, Fenster mit Sprossung, Satteldach | 08990967 |
| Direkt Bild zu diesem Denkmal hochladen | Wohnstallhaus eines Dreiseithofes                                                                                | Olbernhauer Straße 16 (Karte)                                                              | Mitte 19. Jahrhundert                                                                 | Bauernhaus mit regionaltypischer Fachwerkkonstruktion im Obergeschoss, baugeschichtlich und ortsbildprägend von Bedeutung. Erdgeschoss massiv, Obergeschoss mit ursprünglicher Fenstergröße, Fachwerk verkleidet, Satteldach. | 08990965 |

## Ehemalige Denkmäler

### Ehemaliges Denkmal (Sayda)
| Bild                                    | Bezeichnung          | Lage                    | Datierung | Beschreibung | ID       |
| --------------------------------------- | -------------------- | ----------------------- | --------- | --- | -------- |
| Direkt Bild zu diesem Denkmal hochladen | Sieben Stadtscheunen | Dresdner Straße (Karte) | Nach 1842 | Trotz gewisser baulicher Veränderungen noch gut erhaltene Zeile von Stadtscheunen, die ein inzwischen seltenes Zeugnis für Ackerbürgerstädte sind, stadtgeschichtlich und landschaftsprägend von Bedeutung. Eingeschossige Bruchstein- bzw. Ziegelbauten, verputzt, Satteldächer bzw. Krüppelwalmdächer, Tore zumeist verändert. Zwischen 2017 und 2024 aus der Denkmalliste gestrichen. | 09306069 |

### Ehemaliges Denkmal (Ullersdorf)
| Bild                                    | Bezeichnung                                      | Lage                 | Datierung             | Beschreibung | ID       |
| --------------------------------------- | ------------------------------------------------ | -------------------- | --------------------- | --- | -------- |
| Direkt Bild zu diesem Denkmal hochladen | Bauernhaus, vermutlich ehemaliges Müllerwohnhaus | Dorfstraße 1 (Karte) | Mitte 19. Jahrhundert | Regionaltypisches Fachwerkhaus aus der Mitte des 19. Jahrhunderts in gutem Originalzustand an altem Mühlenstandort von regionalgeschichtlichem Wert. Erdgeschoss massiv, gering verändert, Obergeschoss ursprüngliche Fenstergröße, zum Teil zusätzlich Gefache in Fenster umgewandelt, Verbretterung, Satteldach, ein liegendes Fenster, in Äquidistantenkarte von 1880 als Mühlenstandort gekennzeichnet, eventuell „Mittelmühle“, 1913 im Messtischblatt nicht mehr als Mühlenstandort gekennzeichnet, das Haus könnte also das Mühlenwohnhaus gewesen sein, saniert – leicht verändert. Zwischen 2017 und 2024 aus der Denkmalliste gestrichen. | 08990959 |

## Tabellenlegende
- Bild: Bild des Kulturdenkmals, ggf. zusätzlich mit einem Link zu weiteren Fotos des Kulturdenkmals im Medienarchiv Wikimedia Commons. Wenn man auf das Kamerasymbol klickt, können Fotos zu Kulturdenkmalen aus dieser Liste hochgeladen werden:
- Bezeichnung: Denkmalgeschützte Objekte und ggf. Bauwerksname des Kulturdenkmals
- Lage: Straßenname und Hausnummer oder Flurstücknummer des Kulturdenkmals. Die Grundsortierung der Liste erfolgt nach dieser Adresse. Der Link (Karte) führt zu verschiedenen Kartendiensten mit der Position des Kulturdenkmals. Fehlt dieser Link, wurden die Koordinaten noch nicht eingetragen. Sind diese bekannt, können sie über ein Tool mit einer Kartenansicht einfach nachgetragen werden. In dieser Kartenansicht sind Kulturdenkmale ohne Koordinaten mit einem roten bzw. orangen Marker dargestellt und können durch Verschieben auf die richtige Position in der Karte mit Koordinaten versehen werden. Kulturdenkmale ohne Bild sind an einem blauen bzw. roten Marker erkennbar.
- Datierung: Baubeginn, Fertigstellung, Datum der Erstnennung oder grobe zeitliche Einordnung entsprechend des Eintrags in der sächsischen Denkmaldatenbank
- Beschreibung: Kurzcharakteristik des Kulturdenkmals entsprechend des Eintrags in der sächsischen Denkmaldatenbank, ggf. ergänzt durch die dort nur selten veröffentlichten Erfassungstexte oder zusätzliche Informationen
- ID: Vom Landesamt für Denkmalpflege Sachsen vergebene, das Kulturdenkmal eindeutig identifizierende Objekt-Nummer. Der Link führt zum PDF-Denkmaldokument des Landesamtes für Denkmalpflege Sachsen. Bei ehemaligen Kulturdenkmalen können die Objektnummern unbekannt sein und deshalb fehlen bzw. die Links von aus der Datenbank entfernten Objektnummern ins Leere führen. Ein ggf. vorhandenes Icon  führt zu den Angaben des Kulturdenkmals bei Wikidata.

## Ausführliche Denkmaltexte
1. ↑  Bingen, Halden und ein Stolln mitsamt Stollnmundloch im Saydaer Mortelgrund:

Vermutlich seit der Besiedlung des Mortelgrundes um 1200, spätestens aber seit 1400 wurde hier Bergbau vorrangig auf Kupfer-, später aber auch auf Silbererze betrieben. Ein wirtschaftlicher Aufschwung fand ab 1512 statt (hier Erwähnung der Grube Eschig, Verleihung der Grube „St. Anna zum neuen Glück“ 1518 an die Großkaufleute Welser aus Augsburg). Um 1520 ist eine Schmelzhütte im Tal überliefert. Diese brannte wohl um 1550 ab und wurde durch eine neue, die sogenannte „Roselers Huett“, ersetzt. Das aus den Erzen der nahegelegenen Gruben erzeugte Schwarzkupfer lieferte die lokale Schmelzhütte zur Weiterverarbeitung zunächst an die Chemnitzer, ab 1537 an die Grünthaler Saigerhütte. Heute befindet sich die Alte Fischzucht (08991025) am ehemaligen Hüttenstandort. Um 1630 lag der Saydaer Bergbau vermutlich aufgrund von Kriegsereignissen darnieder, wurde aber Ende des 17. Jahrhunderts erneut aufgenommen und bis um 1830 weiter betrieben. Bemerkenswert ist dieses alte Bergbaugebiet vor allem aufgrund der Beteiligung der Patrizierfamilie der Welser.

Die erhaltenen Bingen- und Haldenzüge dokumentieren in ihrer Gesamtheit den unterirdischen Verlauf der zwei Erzgänge Schönberger Spat (westlicher Hang des Mortelgrundes) und Eschig Spat (östlicher Hang), auf denen nach Kupfer und Silber gebaut wurde. Jede Halde sowie einige der Bingen für sich markieren die einstige Lage eines Tageschachtes auf den Erzgang, weitere Bingen stellen Verbrüche der untertägigen, aber noch oberflächennahen Abbaue dar.
  - A. Bingenzug über dem Schönberger Spat: 
    - 1. Binge: Lage: N 50°41.519', E013°26.497' – Flurstück 1181
    - 2. Binge: Lage: N 50°41.523', E013°26.442' – Flurstück 1179
    - 3. „Schwarze Löcher“: ca. 20 bis 30 Bingen und eine größere Halde, vermutlich teilweise aus der 1. Bergbauperiode, sicher aber aus der 2. Bergbauperiode stammend – Lage: N 50°41.498', E013°26.389' und N 50°41.497', E013°26.390' – Flurstück 1176
    - 4. Binge: Lage: N 50°41.490', E013°26.322' – Flurstück 1172
    - 5. Binge: Lage: N 50°41.464', E013°26.048' – Flurstück 1171
    - 6. Binge: Lage: N 50°41.449', E013°26.010' – Flurstück 1171

  - B. Halden- und Bingenzug über dem Eschig Spat – Flurstück 1328: 
    - 7. Halde: Lage: N 50°41.439', E013°26.896'
    - 8. Binge: Einsturzstelle der 1920er Jahre, Lage: N 50°41.427', E013°26.869'
    - 9. Binge: Lage: N 50°41.418', E013°26.859'
    - 10. Binge: Lage: N 50°41.410', E013°26.848'
    - 11. Halde und Binge: Lage: N 50°41.406', E013°26.826'
    - 12. Binge: Lage: N 50°41.397', E013°26.795'
    - 13. Haldenrest: Lage: N 50°41.385', E013°26.719'
    - 14. Große Halde: Lage: N 50°41.381', E013°26.675'

  - C. Michaelis Stolln mitsamt Mundloch – Flurstück 1176: Schmaler Stolln, Lage des zugehörigen Mundlochs: N 50°41.419', E013°26.441'

Der Michaelis Stolln diente zur Auffahrung eines Silber und Kupfer führenden Erzgangs Eschig Spat, vermutlich im 17./18. Jahrhundert in Betrieb, gemauertes Mundloch (bezeichnet mit 1725) mit seitlich vorstoßenden Futtermauern 1997 restauriert, dabei Rekonstruktion der ersten 15 m des Stollns mit tonnenförmigem Gewölbe.
2. ↑  Bahnhof Sayda:
  - Empfangsgebäude: 1897 erbaut, Sockelgeschoss aus Sandstein, zweigeschossiger Klinkerbau, mehrfach profiliertes Gurtgesims, Segmentbogenfenster, über erstem Obergeschoss Zahnschnittfries, ein Giebel verbrettert, ein Giebel Klinker mit Ornamentfries im Giebeldreieck, historische Tür, Drempelgeschoss, Dachüberstand, Satteldach, 1974 Umzug des Kindergartens in das um- und ausgebaute Gebäude des ehemaligen Bahnhofs
  - Lokschuppen: 1897 erbaut, überwiegend verbrettert, dreiachsige Werkhalle, vierte Achse zweigeschossig, Erdgeschoss Ziegelmauerwerk, Fenster mit Segmentbogen, Obergeschoss verbrettert, Satteldach, eine Giebelseite in den 1950er Jahren verändert
  - Güterabfertigungshalle (vor 2014 abgebrochen): 1897 erbaut, längsrechteckiger Bau, Holzkonstruktion, an Längsseite je zwei Toreinfahrten, eine Giebelseite Laderampe und Vordach, Dachüberstand, flaches Satteldach
  - Geschichte der Schmalspurbahn:

Der Sächsische Landtag genehmigte am 15. Februar 1894 den Bau der Eisenbahnstrecke Mulda–Sayda auf schmaler Spur von 750 mm. Diese Spurweite war in Sachsen für Schmalspurbahnen gebräuchlich. Baubeginn ab Mai 1896. Beweggrund für den Bau der Eisenbahnstrecke war die zunehmende Industrialisierung im Erzgebirge. Die Strecke umfasste 16 Bahn- und Straßenbrücken, darunter die 193 m lange Muldenbrücke in Mulda. Die Strecke war insgesamt 15,554 km lang und musste einen Höhenunterschied von 252 m überwinden. Der Bahnhof Mulda als Ausgangspunkt der Strecke wurde um ein Schmalspurgleis erweitert. Neu gebaut wurden die Bahnhöfe, Haltestellen bzw. Haltepunkte Dorfchemnitz, Voigtsdorf, Friedebach, Unterfriedebach, Wolfsgrün und Sayda. Am 1. Juli 1897 wurde der Bahnbetrieb feierlich eröffnet. Die Fahrzeit zwischen Mulda und Sayda bzw. zwischen Sayda und Mulda betrug 1:19 h bzw. 1:01 h. Die Strecke wurde sowohl für den Güterverkehr als auch für die Personenbeförderung genutzt. Neben der Beförderung von Arbeitskräften erlangte die Bahn auch Bedeutung für den Transport Erholungssuchender, wie z. B. der Wintersportler. Der Gütertransport umfasste vorrangig Kohle, landwirtschaftliche Produkte, Vieh, Holz- und Textilerzeugnisse.

Anfang der 1960er Jahre wurden alle Brücken erneuert. Weiterhin gab es einen Bahnpostbetrieb. Anfang der 1960er Jahre wurde durch eine „Sozialistische Arbeitsgemeinschaft Schmalspurverkehr“ bei der Reichsbahndirektion Dresden für die Schmalspurstrecken des Zuständigkeitsbereiches eine Nutzeffektrechnung vorgenommen. Im Ergebnis dieser wurde auch die Stilllegung der Schmalspurstrecke von Mulda nach Sayda empfohlen. So war die Bahnpost zunehmend auf LKWs verlagert worden, der zunehmende Busverkehr ersetzte den Bahnverkehr. Nach und nach verbesserte sich auch die Versorgung der Bevölkerung mit privaten PKWs. Durch die Stilllegung der Strecke wollte man notwendige Investitionen umgehen. Außerdem war auch die Freisetzung von Arbeitskräften gewünscht, die in anderen Bereichen von Industrie und Wirtschaft dringend benötigt wurden. 1966 begann dann die Stilllegung der Strecke, die durch den Abbau der Gleisanlagen 1967 abgeschlossen wurde.

Über annähernd 70 Jahre war die Kleinbahnstrecke das Hauptverkehrsmittel im Güter- und Personenverkehr der Erzgebirgsorte Mulda, Dorfchemnitz, Friedebach, Voigtsdorf und Sayda, woraus sich ihre große regionalgeschichtliche Bedeutung ableitet (aus: Dokumentation ABS Brand-Erbisdorf, ABM 140/03 und LRA Freiberg).
3. ↑  Wasserturm Sayda:

Am höchsten Punkt der Stadt errichtete man 1893/94 einen Wasserturm, der zusammen mit dem südlich der Stadt gebauten Wasserwerk und der zugehörigen Hochdruckwasserleitung die Wasserversorgung Saydas und der Umgebung sicherstellen sollte. Als Baumeister des 25 Meter hohen Natursteinturmes ist J. Neubert aus Friedebach verzeichnet.

Der leicht konische Schaft des Wasserturmes wird durch eine profiliertes Gurtgesims oberhalb der hohen Sockelzone sowie scharrierte Sandsteingewände am Rundbogenportal und den regelmäßig angeordneten Rundbogenfenstern akzentuiert. Das verputzte Behältergeschoss, welches den 200 m³ fassenden Stahlwasserbehälter vom Typ Intze I umgibt, kragt leicht aus und wird von einem Rundbogenfries unterhalb des Kegeldaches abgeschlossen.

Der Wasserturm ist bis heute in Betrieb und als frühes Zeugnis der zentralen städtischen Wasserversorgung am ausgehenden 19. Jahrhundert von orts- und technikgeschichtlicher Bedeutung. Seine zentrale, hoch gelegene Lage macht ihn zu einem Wahrzeichen Saydas mit ortsbildprägender Wirkung.

An der Nordostseite aus dem Sockel leicht hervorspringender Eingangsbereich, hier rundbogige Türöffnung mit scharriertem Sandsteingewände, darüber und daneben historische Metallbeschilderung mit Höhenangaben sowie Hinweisen zum Bau, im Wasserturm eiserner Behälter mit einer Speicherkapazität von 200.000 l, Ingenieurbauwerk zw. 1893 und 1894 erbaut, Einweihung am 8. Oktober 1894 (zusammen mit einem Wasserwerk südlich der Stadt und den zugehörigen Hochdruckwasserleitungen), während das Wasserwerk von der Königin-Marien-Hütte in Cainsdorf bei Zwickau errichtet wurde, führte der Baumeister J. Neubert aus Friedebach bei Sayda den Wasserturm aus, 1995/1996 Generalüberholung, Wasserturm speicherte Wasser des Fleckenwiesenbaches, das aus den Fleckenwiesen südwestlich der Stadt zum dort gelegenen Wasserwerk und nachfolgend in den Wasserbehälter im Wasserturm gepumpt und von dort in der Stadt verteilt wurde, dabei Ausnutzung des erhöhten Standpunktes sowie der Eigenhöhe des Wasserturmes zum Aufrechterhalten des Wasserdrucks im Leitungsnetz.
4. ↑  Einzeldenkmale der Sachgesamtheit Hospitalfriedhof in Sayda:
  - Begräbniskirche: Ehemalige Hospitalkirche, 1508 erstmals urkundlich erwähnt. Fertigstellung der heutigen Saalkirche 1690. Der Turm wurde 1776 abgetragen. Restaurierungen erfolgten 1906, 1986–89. Putzbau mit dreiseitigem Chorabschluss. Im Inneren flachgedeckt mit hölzerner Kassettendecke, welche mit floralen Ornamenten und Cherubimen dekoriert wurde. An drei Seiten eingeschossige Emporen. Altaraufbau um 1600, Holzkanzel 18. Jahrhundert, Buntglasfenster von 1906. Sandsteingrabmale im Inneren, meist figürlich aus dem 16. und 17. Jahrhundert, einige Hieronymus Eckart d. Ä. zugeschrieben. Weiterhin Denkmal für den Bürgermeister Brossius (verst. 1576).
  - Friedhofswärterhaus (Totengräberhaus): zweigeschossig über fast quadratischem Grundriss, Erdgeschoss massiv, verputztes Bruchsteinmauerwerk, Sandsteingewände, Obergeschoss Fachwerk verbrettert, zum Teil originale Fenster – zweiflüglig mit Sprossenteilung – mit flacher Dreieckgiebelverdachung, Walmdach
  - Einfriedungsmauer: umlaufende Bruchsteinmauer, teils mit eingefügten alten Grabsteinen, Abdeckung der Mauer teils halbrund, teils durch Steinplatten, in manchen Bereichen neuere Mauer, verputzt
  - Grabmale auf dem Friedhof:
    - 1. Grabmal Jendretzky, roter Granitsockel, darauf kniende Trauernde (vermutlich Galvanoplastik), eventuell Galvanoplastik, bezeichnet mit 1936, Inschrift „Unser Mütterchen 1870 – 1936/ …“

  - barocke Grabmale an der Außenwand der Kapelle:
    - 2. Grabmal Fr. Elisabeth geborene Kieß, Sandstein, bezeichnet mit 1670
    - 3. Grabmal Anna ? (eventuell Grabmal für die verstorbenen Kinder der Familie Heermann), Sandstein, bezeichnet mit 1674
    - 4. Grabmal, Inschrift verwittert, Sandstein, oberer Abschluss Auge Gottes mit flankierenden Puttenköpfen,  2. Hälfte 17. Jahrhundert
    - 5. Grabmal Frau Maria ?, 1652–1729, Sandstein
    - 6. Grabmal Christian B…?, General ACCIS-Einnehmer, Inschrift stark angewittert, 17. Jahrhundert
    - 7. Grabmal Johann Fritzsche, Stadtrichter, Sandstein, bezeichnet mit 1682
    - 8. Grabmal Kirchenvorstand und Gastwirt Johann Schuster und Frau Dorothea Schuster, Sandstein, bezeichnet mit 1703 und 1706, oberer Abschluss Kreuzigungsszene
    - 9. Grabmal Frau ? geborene Schoberin, Sandstein mit herzförmiger Inschrifttafel, bezeichnet mit 1636
    - 10. Grabmal, Inschrift verwittert, Sandstein mit vierpassförmiger Inschrifttafel, 17. Jahrhundert
5. ↑  Dampfwalze in Sayda (Dresdner Straße 77):

Walze für den Straßen- und Tiefbau, durch Dampfkraft angetrieben (Einzylindermaschine mit Stephenson-Umsteuerung und Getriebeübersetzung),  damit vom Prinzip her ein selbstfahrendes Lokomobil mit Walzen anstelle von Reifen (vorne eine durchgehende Walze mit Kettenlenkung, hinten zwei seitlich angeordnete Walzen größeren Durchmessers), diente zum Verdichten des jeweiligen Untergrundes mittels Eigengewicht sowie als Baustellenzuggerät.

Baujahr 1925, hergestellt von der Lokomotiv- und Maschinenfabrik J. A. Maffei, München (Unternehmensgründung 1837, zunächst eine der führenden deutschen Lokomotivfabriken, 1880–1927 auch Herstellung von Dampfwalzen), die vorliegende Dampfwalze gehörte ursprünglich dem in Freiberg von 1908 bis 1938 als „Dampfwalzenbesitzer“ tätigen Wolfgang Scharf [bei Albert Gieseler als Wolfgang Schart verzeichnet].

Vermutlich von 1925 bis 1968 als letzte Dampfwalze Freibergs im Einsatz, 1997/98 durch Firma Andreas Adam GmbH (Strassen-, Tief- & Ingenieurbau), Sayda, restauriert, alle Teile blieben dabei original erhalten, funktionsfähig.

Derzeit auf dem Firmengelände der A. Adam GmbH zusammen mit weiteren Zeugnissen der Straßenbaugeschichte in einem Glashaus ausgestellt, eine der wenigen in Deutschland erhaltenen und noch funktionsfähigen Straßendampfwalzen, mit Baujahr 1925 zu den späteren Exemplaren gehörig, da erste Dampfwalzen bereits in den 1860er Jahren zum Einsatz kamen, um die Jahrhundertwende Blütezeit, bis Mitte 20. Jahrhundert überwiegend durch modernere Walzen mit Dieselmotor-Antrieb verdrängt (um 1910 entwickelt).

Technische Daten: Hersteller Lokomotiv- und Maschinenfabrik J. A. Maffei, Herstellungsort München, Baujahr 1925, Fabrik-Nummer 9005, Gewicht 12–15 t (je nach Walzenradbreite), Leistung 12–15 PS, Dampfdruck 12 bar, Kesselheizfläche ca. 8 m², Kesseldurchmesser ca. 600 mm, Zylinderdurchmesser ca. 180 mm, Kolbenhub 250 mm, Schwungraddurchmesser 1000 mm, Drehzahl 120–200/min.
6. ↑  Engelhardt’s Fischzucht und Netzfabrikation:
  - Wohnhaus: Erdgeschoss massiv, zum Teil Sandsteingewände, Fensterläden, Obergeschoss Fachwerk verbrettert, Giebel verbrettert, ein Giebel mit originalen Fenstern, Dachüberstand, mittiger Zwerchgiebel, Satteldach, Schieferdeckung
  - Seitengebäude: massiv, verbrettertes Drempelgeschoss, Giebel verbrettert, Satteldach, Dachüberstand, Dachhäuschen, abgebrannt ca. 2008, Neubau 2009
  - Fischteiche mitsamt Entwässerungsgraben: fünf einfache, teils neben-, teils untereinander angelegte Stauteiche, diese stauen das Wasser des von Norden zufließenden Baches an, der in einem mit Trockenmauerwerk befestigen Graben östlich an den Teichen vorbeigeleitet wird und sich unterhalb mit den ebenfalls ausgemauerten Abstichkanälen aus den untersten Teichen vereinigt, dort unter dem Zufahrtsweg hindurchgeführt und weiter südlich wieder in seinem natürlichen Bett fließt, die Teiche sind untereinander mittels kleinerer Gräben oder Rohrleitungen zwecks Wasseraustausch verbunden, die Zufluss- bzw. Ablaufsteuerung erfolgt mittels kleiner Schütze

Exzerpt der Infotafel am Standort: 1451 erstmals Erwähnung von den „Teichen, Fischereien und Mohlen (Mühlen)“ als herrschaftliche Besitzungen in einem Lehensbrief, Fischfang im Mortelgrund bereits ab Besiedlung des Tals um 1200, allerdings noch aus den ausreichend fischführenden Bächen, um 1520 befand sich am Standort der jetzigen Fischzucht eine Schmelzhütte (gehörte vermutlich dem Großkaufmann Bartel Welser aus Augsburg), sie brannte um 1550 ab und wurde um 1560 durch eine neue Hütte („Roselers Huett“) ersetzt – Schlackenhalden aus dieser Zeit noch heute vorhanden, 1587 Nennung des Mortelteiches in einer herrschaftlichen Vermögensaufstellung, zu dieser Zeit wurden auch die für den Bergbau angelegten Teiche befischt, während der Fischbestand in den Bächen vermutlich aufgrund des Bergbaus abnahm, vermutlich Beginn der Fischzucht, um 1800 bestanden am Standort der heutigen Fischzucht weiterhin Bergbauanlagen, bis 1830 wurde der Bergbau im Mortelgrund betrieben, ab 1900 verstärkter Betrieb der Fischzucht im Mortelgrund, nachfolgend Streitigkeiten und Gerichtsverhandlungen mit der Mortelmühle um Wassernutzungsrechte, um 1920 Bewirtschaftung fast aller Teiche, Bäche und (Mühl-)Gräben durch den Fischzüchter Engelhardt, um 1950 Belieferung vieler Teichbesitzer der Region mit Forellenbrut aus der Mortelgrunder Fischhalterei (zum Fischwirtschaftsverband Dresden, Genossenschaft Freiberg, gehörig), zu DDR-Zeiten starke Subventionierung der heimischen Fischzucht, 1989 Aufgabe der [gewerblichen?] Forellenzucht.
7. ↑  Mortelmühle:
  - Mühle: zweigeschossiger Bruchsteinbau, originaler Putz, 5 zu 6 Achsen, hohes Sockelgeschoss, Fenster mit Sandsteingewände, historische Fenster, Erdgeschoss Kreuzgratgewölbe auf scharrierten Sandsteinpfeilern mit gekehlten Ecken und auskragenden Abdeckplatten, Giebeldreieck Fachwerk verschindelt, Krüppelwalmdach, Kellergewölbe erhalten (Kreuzgrat, Tonne), Kanäle und Schächte des Wasserlaufes zum Teil restauriert, keine Technik mehr vorhanden, Mühlenstein
  - Verlauf Mortelgraben: N 50°41.376', E013°26.220' / N 50°41.375', E013°26.218' / N 50°41.385', E013°26.266' / N 50°41.383', E013°26.286'
  - Geschichte: 1477 erstmalige urkundliche Nennung der „Mortelmühle“. So erhielt Anna Caspar von Schönberg auf Purschenstein umfangreiche Ländereien überschrieben, zu denen auch die „Mortelmohl bey Saida“ gehörte. Die zweite urkundliche Nennung der Mühle stammt aus dem Jahr 1579. Die Mortelmühle war 1584 die einzige herrschaftliche Mühle der Stadt Sayda. Sie verfügte damals über 6 Mahlgänge, 1679 über 4 Gänge und 1711 über 2 Mahlgänge. Verkauf durch Adam Rudolph von Schönberg auf Purschenstein 1784 an Johann Christian Eilenberger. Von 1800 bis 1900 mehrfacher Besitzerwechsel durch Kauf bzw. Vererbung. Laut einem Aufnahmebuch der Deutschen Versicherung wird 1849 auf den Mauern des alten Kellergewölbes die Mortelmühle in der heutigen Form erbaut. 1875 wird eine Schankkonzession für die Mortelmühle erteilt. 1910 stürzt die Radstube ein, wobei das Wasserrad schwer beschädigt wird. Das Wasserrad wurde nicht mehr repariert und verfiel. 1911/12 erwarb der Fischzüchter Karl Hermann Hähle die Mortelmühle, danach der Holzdrechsler Karl August Walther (im Besitz von 1912 bis 1935). Dieser betrieb eine Drechslerei und Gaststätte. 1991 wurde der letzte noch wasserführende Mühlgraben zugeschüttet. 1999 erneuter Verkauf. Heute u. a. Sitz des „Fördervereins Mortelmühle e. V.“, seitdem zaghafte Sanierungsmaßnahmen zum Erhalt des Gebäudes.
8. ↑   Wohnhaus und Seitengebäude in Sayda (Mühlholzweg 12):
  - Historie: 1773 vom aus Freiberg stammenden Berghauptmann Adam Rudolf von Schönberg erbautes Vorwerk. Das auch als Neues oder Saydaisches Vorwerk bezeichnete Gut unterstand der Gerichtsbarkeit von Schloss Purschenstein. Es lag an der alten böhmischen Salzstraße, welche von Leipzig über Oederan, Sayda und Brüx nach Prag führte. Diese Straße war stark befahren. Am Vorwerk konnten Pferde gewechselt werden und die Kutscher erhielten Kost und Logie. Das sogenannte Kleine oder Neue Vorwerk der Herrschaft Purschenstein bestand 1850 laut einem Catastrationsprotokoll vom 26. Juli des gleichen Jahres aus einem Wohn- und Wirtschaftsgebäude mit eingebautem Zuchtviehstall, einer Scheune mit Wagenschuppen und Vorratsgewölbe sowie einem Schuppengebäude. Alle Gebäude waren zu diesem Zeitpunkt 77 Jahre alt, also 1773 neu erbaut worden. Das gesamte Vorwerk war am 30. Juni 1865 (laut Manuskript der ABM 140/03 der GSQ Freiberg von 2003) durch Blitzschlag eingeäschert worden. Das Wohnhaus und die Scheune wurden danach als Forsthaus neu aufgebaut. (Diese Informationen basieren auf einer gründlichen Auswertung von Archivalien der Herrschaft Purschenstein sowie verschiedener Chroniken). Bis ins ausgehende 19. Jahrhundert wurde das Umfeld des Vorwerks land- und forstwirtschaftlich genutzt. Von ca. 1900 bis zum Ende des Zweiten Weltkrieges wurden neben der Land- und Forstwirtschaft auch ein Restaurant und ein Gartencafé betrieben. Von 1945 bis 1972 überwog eine landwirtschaftliche Nutzung. Danach erfolgte bis 1989 die Nutzung als Kinderferienlager. Seit 1994 bzw. 1998 befindet sich das Grundstück im Privatbesitz. 1998 erfolgten eine grundlegende Sanierung und die Eröffnung der Gaststätte und Herberge. Der heutige Baubestand, der nunmehr als Gasthaus und Pension genutzten Baulichkeiten lässt diese Aussagen als wahrscheinlich erscheinen.
  - Beschreibung: Das Wohnhaus bzw. das Gasthaus ist ein eingeschossiger Putzbau mit Fensterläden, die Fenster mit Natursteineinfassungen und einem schiefergedeckten Satteldach mit neuen Schleppgauben. Auch das zeitgleich erbaute gegenüberliegende Seitengebäude ist ein eingeschossiger Putzbau mit Satteldach und nachträglichem Dachausbau. Die anschließende ebenfalls gegenüber dem Wohnhaus stehende Scheune ist ein schlichter Fachwerkbau mit typischer Verbretterung und Satteldach. Als Standort des ehemaligen Vorwerks sowie eines späteren Ausflugslokals kommt dem Bauensemble vor allem eine große regionalgeschichtliche Bedeutung zu. Auf Grund der weitgehend authentischen Bausubstanz aus dem 19. Jahrhundert erlangt das Anwesen zudem eine baugeschichtliche Bedeutung.
9. ↑  Wohnhaus (ohne Anbau) und Röhrenbohrerei mit technischer Ausstattung in Friedebach (Freiberger Straße 26):
  - Wohnhaus im Schweizer Stil: zweigeschossig, Erdgeschoss massiv, profilierte Sandsteingewände, Obergeschoss zweiriegeliges Fachwerk (vermutlich gedämmt), Andreaskreuze, Giebel verschindelt, Dachüberstand auf Knaggen, Satteldach, Mittelrisalit mit Eingangsbereich, originale Tür, als „Baumeisterhaus“ bezeichnet, weil der Baumeister Neubert dieses Haus für sich erbaut hat
  - Röhrenbohrwerkerei: eingeschossig, Holzkonstruktion, originale Fenster mit Dreiecksabschluss, flaches Satteldach, Dachüberstand auf Knaggen, original erhaltene technische Ausstattung
  - Historie: Herstellung erster Röhrfahrten (Wasserleitungen aus zusammengesteckten Holzröhren) im frühen Mittelalter, zunächst in Handarbeit, später mittels mechanischer Bohrwerke unter Ausnutzung der Wasserkraft (ab dem 17. Jahrhundert nachweisbar), zumeist Anfertigung von 3,4 m (Dresdener Maß) langen Kiefernholzröhren (Kiefernholz in großen Mengen verfügbar, leicht zu bearbeiten, sehr harzhaltige Rinde gewährleistete lange Haltbarkeit): hierzu Einsatz von speziell für diesen Zweck geschmiedeten eisernen Holzbohrern verschiedenster Größen und Formen, die einen gerade gewachsenen, in einem Röhrbohrstuhl/Röhrenbohrwerk eingespannten Kiefernstamm zentriert und längs seiner Achse durchbohrten, dabei zunächst Bohrung mit einem Bohrer kleinen Durchmessers, nachfolgend Aufweitung des Querschnitts mittels stärkerer Bohrer (von einem durch die erste Bohrung geführten Zugseil unterstützt), Einsatz dieser Holzrohrleitungen ursprünglich zur Wasserzu- bzw. -ableitung im Bergbau, später auch für die städtische Wasserversorgung. Das vorliegende mechanische Röhrenbohrwerk wurde vom Baumeister und Inhaber eines Baugeschäftes Gotthold Julius Neubert in Friedebach 1864 angelegt, Geschäft und Röhrenbohrerei 1928 von Martin Julius Wenzel übernommen, Weiterbetrieb ab 1986 durch dessen Enkel Hans-Jürgen Wenzel, Antrieb ursprünglich durch den Chemnitzbach mittels eines 4 m hohen unterschlächtigen Wasserrades, Wasserrad und Radstube um 1960 durch Hochwasser zerstört, seither Antrieb mittels Elektromotor, bis 1945 tägliche Fertigung von ca. 30 Röhren, Produktionszahlen um 1960 noch gesteigert, in der heutigen Schauwerkstatt noch traditionelle Fertigung von ca. 15 Röhren pro Jahr für Museen und Privatkunden u. a. im Schwarzwald und in Österreich.

Bis heute haben sich das Gebäude und die Werkstatteinrichtung erhalten, damit ist die Röhrenbohrerei Friedebach das einzige noch existierende mechanische Röhrenbohrwerk zur Herstellung hölzerner Wasserleitungen in Europa und von großem technikgeschichtlichen sowie Seltenheitswert.
10. ↑  Obermühle in Friedebach:

Die erste urkundliche Erwähnung der Mühle stammt aus dem Jahr 1707. Im selben Jahr kaufte Herr George Bräuer aus Deutschneudorf die Mahlmühle mit einem Gang samt vorhandenem Mühlengerät von Wolf Rudolph von Schönberg auf Purschenstein und Sayda. Später ging die Mühle an Christian Friedrich Fritzsche über, der sie 1807 an Karl August Fritzsche verkaufte. Nach weiteren Besitzerwechseln erwarb Oswald Emil Schlesier im Jahr 1896 die Mühle und ließ 1932 ein oberschlächtiges Wasserrad mit 5,50 m und einer Schaufelbreite von 0,80 m einbauen. Die Radstube befindet sich an der hinteren Traufseite des über L-förmigem Grundriss errichteten Mühlenwohnhauses. Der nachfolgende Besitzer Paul Albin Schlesier wechselte das Wasserrad bereits 1950 aus. Bis 1954 wurde in der Mühle vorrangig Mehl gemahlen, später gewann die Futtermittelherstellung an Bedeutung. Von 1960 bis 1988 betrieb die LPG "Heimaterde" die Mühle der Familie Schlesier. Das 1968 demontierte Wasserrad ersetzte nunmehr ein Elektromotor. Die völlige Einstellung des Mühlenbetriebs erfolgte im Jahr 1996, im Zuge dessen, und auch schon in den Jahren zuvor, wurde die gesamte Mühlentechnik entfernt. Dem über L-förmigem Grundriss errichteten Gebäude lässt sich kein genaues Baujahr zuordnen, auf Grund der Mauerstärke von bis zu 1,20 m im Erdgeschoss des Wohnbereiches kann man eine Entstehungszeit aus der Zeit vor dem 30-jährigen Krieg vermuten. Der nicht unterkellerte, zweigeschossige massive Putzbau besteht im Erdgeschoss aus Feldstein- und im Obergeschoss aus Ziegelmauerwerk. Im nördlichem Bereich des Gebäudes befindet sich der Wohnteil. Das nördliche Giebeldreieck ist mit Eternitschindeln verkleidet, das Fachwerk des südlichen Giebeldreiecks ist verbrettert. Im winkligen Anbau, der auch einen Stallteil im Erdgeschoss besitzt, wurde das Getreide gemahlen. Das weitgehend original erhaltene Gebäude besitzt ein steiles Satteldach. Der Denkmalwert des Mühlenenwohnhauses ergibt sich aus seiner hohen bau- und ortsgeschichtlichen Bedeutung.